# Franco Battiato
Franco Battiato, all'anagrafe Francesco Battiato (Ionia, 23 marzo 1945 – Milo, 18 maggio 2021), è stato un cantautore, compositore, regista e pittore italiano.
Cantautore tra i più influenti in Italia, apprezzato per la varietà di stili musicali che ha approfondito e combinato tra loro, dopo l'iniziale fase di musica leggera della seconda metà degli anni Sessanta è passato al rock progressivo e all'avanguardia colta nel decennio seguente, con diversi lavori considerati importanti anche all'estero. Successivamente, dall'album L'era del cinghiale bianco del 1979, si è allontanato dalla musica sperimentale ed è passato ad un personale pop d'autore che ha iniziato a far conoscere al grande pubblico (in particolare nel 1981 con La voce del padrone, suo apice anche di vendite), con testi criptici e citazionistici, musiche con influenze new wave e la presenza di incursioni classiche negli arrangiamenti.
Nel corso della sua carriera, in cui ha ottenuto un vasto successo di pubblico e critica, si è avvalso dell'aiuto di numerosi collaboratori; in particolare emergono due figure chiave, con le quali Battiato ha mantenuto costantemente contatti professionali e di amicizia, ovvero il compositore e violinista Giusto Pio e il filosofo Manlio Sgalambro. Con Pio ha collaborato dal 1976 fino all'ultima apparizione a Sanremo 1999, realizzando successi come Centro di gravità permanente, L'era del cinghiale bianco, Voglio vederti danzare, Il vento caldo dell'estate, Alexander Platz (derivante da un brano composto da Battiato e Giusto Pio negli anni Settanta per Alfredo Cohen con il titolo Valery e successivamente riadattato con un nuovo testo per Milva), Cuccurucucù, I treni di Tozeur (portata all'Eurofestival da Battiato in coppia con Alice), Per Elisa (vincitrice del 31º Festival di Sanremo), Radio Varsavia; e ancora Un'estate al mare (composto per Giuni Russo), Bandiera bianca, No Time No Space, Messaggio, ecc. Sono circa duecento i brani composti dal duo Battiato-Pio, che assieme a quelli arrangiati e prodotti ammonta a oltre trenta dischi. Sgalambro fu invece coautore o autore di molti testi dei suoi brani, a partire da L'ombrello e la macchina da cucire del 1995, continuando fino all'album Apriti sesamo del 2012. I testi di Battiato riflettono i suoi interessi, fra cui l'esoterismo, la filosofia teoretica, la mistica sufi (in particolare tramite l'influenza di G.I. Gurdjieff) e la meditazione orientale. Artista poliedrico, si è anche cimentato in altri campi espressivi, come la pittura e il cinema. È uno tra gli artisti con il maggior numero di riconoscimenti da parte del Club Tenco, con tre Targhe e un Premio Tenco.
Dal novembre 2012 all'aprile 2013 ha portato avanti una breve esperienza in qualità di assessore al turismo della Regione Siciliana nella giunta di centrosinistra del presidente Rosario Crocetta, dichiarando di non voler ricevere alcun compenso.

## Biografia

### La canzone di protesta e il periodo romantico (1965-1969)
Francesco Battiato nasce il 23 marzo 1945 nell'allora comune di Ionia, sei mesi prima che questo venisse diviso in Giarre e Riposto, nel quartiere ripostese Carmine-Scariceddu. Dopo aver conseguito la maturità al Liceo Scientifico "Archimede" di Acireale, e a seguito della morte del padre Salvatore, camionista e scaricatore e commerciante di vino, nel porto a New York, mentre la madre Grazia Patti faceva la sarta, nel 1964 si trasferisce dapprima a Roma per poi stabilirsi a Milano. In merito al periodo lombardo l'artista ricorda: «Milano allora era una città di nebbia, e mi sono trovato benissimo. Mettevo a frutto la mia poca conoscenza della chitarra in un cabaret, il "Club 64", dove c'erano Paolo Poli, Enzo Jannacci, Lino Toffolo, Renato Pozzetto e Bruno Lauzi. Io aprivo lo spettacolo con due o tre canzoni siciliane: musica pseudobarocca, fintoetnica. Nel pubblico c'era Giorgio Gaber che mi disse: "Vienimi a trovare". Il giorno dopo andai. Diventammo amici». 
Il locale in realtà si chiama Cab64, lì Battiato conosce Gino Negri che gli propone di lavorare in teatro cantando brani scritti da lui in spettacoli quali La Tancia di Michelangelo Buonarroti il Giovane e Molto rumore per nulla di William Shakespeare, ma poiché a Battiato alcune di queste musiche non piacevano, consapevole che Negri dopo la prima non sarebbe più venuto a teatro, le cambia tutte.
Dopo aver interrotto gli studi universitari per seguire la sua passione musicale, pubblica due singoli per la rivista Nuova Enigmistica Tascabile (NET) verso la metà degli anni sessanta, che proponeva come allegati dischi di canzoni celebri interpretate da cantanti poco conosciuti. In queste due occasioni l'artista appare in copertina con il nome di battesimo Francesco Battiato. Il primo singolo contiene un brano presentato al Festival di Sanremo 1965 da Beppe Cardile e Anita Harris, L'amore è partito. Il secondo riprende una canzone portata al successo da Alain Barrière: E più ti amo, tradotta in italiano da Gino Paoli. Il brano verrà riproposto, in una nuova versione, nell'album Fleurs 2 del 2008.
Insieme al compaesano Gregorio Alicata, forma nel 1967 il duo "Gli Ambulanti" (che successivamente diventerà la band di accompagnamento di Ombretta Colli). I due artisti si esibiscono davanti alle scuole, con un proprio repertorio di canzoni di protesta. In questa fase, sarà proprio l'amico Giorgio Gaber a lanciarli, proponendo i loro brani alla casa discografica di Nanni Ricordi.

Il debutto televisivo di Battiato, nella trasmissione Diamoci del tu (1967).

Durante le fasi di lavorazione affiorano diverse incomprensioni che portano il duo a sciogliersi e Battiato decide di proseguire singolarmente la carriera di musicista. Sempre Gaber procura a Battiato un contratto con la casa discografica Jolly, che inserisce la figura dell'artista nel filone di "protesta", all'epoca assai in voga e presente in molte produzioni cantautorali. Il primo singolo inciso ufficialmente è La torre/Le reazioni. A questo seguirà nello stesso anno Il mondo va così/Triste come me. Il brano La torre accompagna la prima apparizione televisiva dell'artista, avvenuta il 1º maggio 1967 nel programma intitolato Diamoci del tu, condotto da Giorgio Gaber in coppia con Caterina Caselli. Nel corso della puntata si esibisce un altro giovane cantautore ancora sconosciuto: Francesco Guccini. In tale occasione Gaber propone a Battiato di utilizzare il nome Franco anziché il proprio nome di battesimo, proprio per non confondersi con Guccini. «Da quel giorno in poi tutti mi chiamarono Franco - ricorderà il musicista - persino mia madre».
Sempre con Gaber, Battiato collabora alla stesura dei brani E allora dai, presentato al Festival di Sanremo 1967, e Gulp Gulp, sigla della già citata trasmissione televisiva Diamoci del tu.
Nel 1968 cambia casa discografica, passando alla Philips, con l'intento di abbandonare il genere di protesta per incidere dischi dal sapore romantico, allo scopo di raggiungere un pubblico più vasto e generalista. In questo periodo collabora con il chitarrista Giorgio Logiri (alcune canzoni scritte dai due vengono incise da altri artisti, come ad esempio Lume di candela, cantata da Daniela Ghibli). Registra altri due brani, Vento caldo e Marciapiede, che la casa discografica pubblicherà soltanto nel 1971 come singolo, e ottiene un discreto consenso con È l'amore, canzone che diverrà in breve il primo successo commerciale dell'artista con oltre centomila copie vendute, e con cui partecipa a Settevoci. Nel 1969 il musicista partecipa a un Disco per l'estate con il brano Bella ragazza che verrà, in seguito, escluso dalla competizione. Sempre nello stesso anno partecipa alla Mostra Internazionale di Musica Leggera presentando il brano Sembrava una serata come tante.
È sempre nel 1969 che Battiato registra, su iniziativa di Maso Biggero, per conto della Philips, un intero album che però la casa discografica deciderà di non pubblicare. Le sessioni in sala d'incisione iniziano alla fine di gennaio e terminano alla fine di aprile. I principali collaboratori di Battiato in questa operazione sono ancora Giorgio Logiri insieme ad Alberto Mompellio. Viene registrata una quindicina di brani, ma ne saranno selezionati solo dodici per la versione definitiva dell'album. Questi erano i brani inclusi nella selezione:
Lato A
1. Gente
2. La stazione
3. La quercia
4. Scarpe sporche
5. Occhi d’or

Lato B
1. Temporale
2. La primavera
3. È l’amore
4. Lume di candela
5. Lungo la baia
6. Bella ragazza
7. Iloponitnatsoc

Diversi di questi brani sono rimasti del tutto inediti, mentre alcuni sono comparsi nel 1982 in un'antologia della Armando Curcio Editore intitolata semplicemente Franco Battiato.

### Musica sperimentale e avanguardia colta (1971-1975)
A partire dal 1971 l'artista abbandona il formato della canzone, dopo una crisi esistenziale che si impadronisce di lui in quegli anni, a cavallo dei '70, per dedicarsi completamente alla musica sperimentale, facendo un uso costante di strumenti e sonorità elettroniche. Tra il 1971 e il 1972 Battiato collabora con il pubblicitario Gianni Sassi, a partire da una campagna pubblicitaria per i divani Busnelli che fece molto scalpore a Milano. In questo periodo Battiato pubblica, lungo la prima metà degli anni settanta, alcuni album per la casa discografica Bla Bla, fra cui l'esordio Fetus (recante in copertina l'immagine di un feto, all'epoca censurata) che vende circa 7000 copie. Del disco viene registrata una versione in lingua inglese intitolata similarmente Foetus. L'album, considerato un'opera molto originale e innovativa nel panorama della canzone italiana, contiene brani dal sapore mediterraneo (Una Cellula, Energia, Mutazione), intermezzi surreali (la title track, Cariocinesi) e brani per chitarra e sintetizzatore (Fenomenologia, Anafase e Meccanica).
Il disco è una sorta di viaggio interiore psichedelico con balzi dal microscopico della cellula all'infinito dello spazio, e trae la sua ispirazione dal romanzo fantascientifico Il mondo nuovo di Aldous Huxley. Battiato delinea un concept-album ambiguo e dissacrante, sospeso fra canzone d'autore e krautrock. Di lui, il critico musicale Riccardo Bertoncelli ha affermato che "è sempre stato inclassificabile, nei settanta entrava in scena, accendeva uno stereo con musica assurda e se ne andava. Il pubblico lo rincorreva inferocito." Il successivo, Pollution, continua il percorso già tracciato dall'album precedente, e ottiene maggior successo, risultando il 59º album più venduto dell'anno. Forte delle nuove esperienze internazionali (come i concerti in supporto di Brian Eno, Magma, Tangerine Dream, John Cale e Nico), e in base alle lezioni musicali del maestro Karlheinz Stockhausen, Battiato si converte a una forma d'avanguardia ancora più intellettuale e intimista rispetto all'esordio. Nel 1973, pubblica Sulle corde di Aries, considerato il suo lavoro più riuscito di questa prima fase. Convergono in questo LP la sperimentazione ripetitiva tipica del minimalismo e una particolare forma di musica acustica che si rifà alla tradizione araba, sebbene non manchino strumenti elettronici. Continuando il suo percorso sperimentale, l'artista priva l'album dei classici strumenti rock quali chitarre, bassi e batteria in favore di fiati, oboe, violoncello, mandola, calimba e piano preparato. Il brano più celebre è l'ipnotica Sequenze e frequenze.
Il disco seguente, Clic, pubblicato nel 1974, è interamente dedicato al musicista e amico Karlheinz Stockhausen. L'album segna l'allontanamento dell'artista dalle sonorità progressive e sperimentali dell'esordio a favore dell'avanguardia contemporanea e contiene Propiedad prohibida, brano che è stato utilizzato come sigla d'apertura del programma Tg2 Dossier.
L'album viene edito anche in Inghilterra in versione diversa, contenente una selezione di tre brani dal disco italiano ed un medley remixato di due brani dall'album precedente, Revolution In The Air (Aria di rivoluzione/Sequenze e Frequenze). L'opera successiva, M.elle le "Gladiator", presenta circa dieci minuti di esperimenti e sovraincisioni (molto più duri e disarmonici di quelli di Clic), che danno spazio a circa venti minuti di suoni d'organo, registrati nella cattedrale di Monreale.

### Esperimenti d'avanguardia in collaborazione (1971-1975)
Nello stesso periodo, il nome di Franco Battiato appare in molti album scritti e lanciati da altri artisti, tutti riconducibili al circuito della Bla Bla. Nel 1971 presenzia come coautore del singolo Tarzan, brano lanciato dal complesso Capsicum Red; contemporaneamente fonda la band degli Osage Tribe (il suo primo gruppo musicale), in cui figura come leader e voce solista. Con questi incide, sempre nel 1971, il 45 giri Un falco nel cielo, la cui copertina, raffigurante una testa di bambola con bocca sanguinante, acquista in breve tempo molta notorietà. La canzone viene scelta come sigla del quiz televisivo Chissà chi lo sa?, entrando anche a far parte del canzoniere degli scout.
L'anno dopo gli Osage Tribe pubblicano un LP di jazz rock progressivo, intitolato Arrow Head; Battiato non fa più parte del gruppo, ma compare nel disco in veste di coautore del brano Hajenhanhowa. Successivamente, collabora al disco Area di servizio, inciso nello stesso anno da Riccardo Pirolli, che usa lo pseudonimo Genco Puro & Co. In questo LP Battiato canta in tre canzoni: Giorno d'estate, Nebbia e Biscotti e the. In seguito, realizza altre produzioni minori usando svariati pseudonimi come Springfield, Ixo e Colonnello Musch (in quest'ultimo caso collaborando con il musicista Pino Massara).
Nel 1973 supporta la band musicale dei Jumbo nel loro album intitolato Vietato ai minori di 18 anni?, aggiungendo al brano Gil specifiche sonorità grazie al suo sintetizzatore analogico EMS VCS3. Altrettanto importante è la sua partecipazione al disco La finestra dentro, dell'amico Juri Camisasca, album tra i più noti della musica d'avanguardia dell'epoca. Nel 1975 partecipa al progetto progressivo/sperimentale Telaio Magnetico, per la durata di un piccolo tour nel Sud Italia, insieme a Juri Camisasca, Mino Di Martino, Terra Di Benedetto, Roberto Mazza e Lino Capra Vaccina e Vincenzo Zitello. A testimonianza di ciò, viene registrato l'apposito LP Live '75, pubblicato nel 1995 da Musicando e ristampato da Black Sweat Records nel 2017 con l'aggiunta di una traccia inedita.

### Le pubblicazioni per laRicordie l'incontro con Giusto Pio (1975-1978)

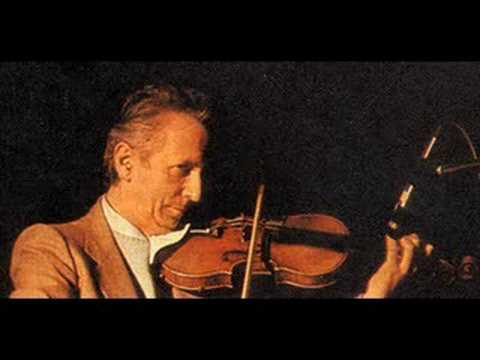
Il violinista Giusto Pio, amico e stretto collaboratore di Battiato dagli anni settanta.

Nell'estate del 1975 presenzia al Festival del proletariato giovanile tenutosi a parco Lambro, sotto l'organizzazione della rivista Re Nudo. Il nome del musicista compare assieme ad alcuni fra i più noti artisti della musica italiana del periodo, quali Francesco Guccini, Lucio Dalla, Giorgio Gaber, Francesco De Gregori e Antonello Venditti. Lo stesso Battiato ricorderà il periodo della controcultura con queste parole:
Nel 1976 con la chiusura della Bla Bla passa alla Dischi Ricordi e prosegue il suo percorso nell'avanguardia colta iniziato con Clic e M.elle le "Gladiator" con tre album dalla scarsa eco commerciale e poco apprezzati dalla critica, in collaborazione con il pianista Antonio Ballista. Il primo di questi è Battiato, uscito nel 1977, contenente Cafè-Table-Musik, collage sonoro della durata di venti minuti, la cui locuzione riprende un'espressione dello scrittore Marcel Proust. Battiato si avvicina inoltre al genere teatrale portando in scena, nel febbraio dello stesso anno, l'opera musicale Baby Sitter.
Sempre nel 1977 produce il disco d'esordio dell'artista Alfredo Cohen, denominato Come barchette dentro un tram.
In quel periodo il cantautore conosce, tramite l'amico comune Antonio Ballista, il violinista Giusto Pio, con il quale stringerà un proficuo sodalizio artistico e che impartirà a Battiato, negli anni a venire, molte lezioni di violino. Sempre per la Ricordi esce, l'anno seguente, Juke Box, prima collaborazione con Pio e pensato come colonna sonora del film tv Brunelleschi (in seguito rifiutato dai produttori). Sempre nel 1978, produce il primo disco del musicista veneto dal titolo Motore immobile.
L’ultimo album pubblicato con la Dischi Ricordi è L'Egitto prima delle sabbie. Con l'omonima traccia (brano di 14 minuti di pianoforte che ripete un solo accordo per tutta la durata della traccia), si aggiudica, nel 1978, il Premio Stockhausen di musica contemporanea del Festival pianistico di Brescia e Bergamo. Nello stesso periodo, insieme a Giusto Pio, assume la direzione musicale dello spettacolo Polli d'allevamento, scritto e diretto dall'amico Giorgio Gaber. Il duo si occupa prevalentemente degli arrangiamenti, utilizzati anche nel disco live tratto dallo spettacolo.
Per avere un'idea della rilevanza di Giorgio Gaber in questo periodo e, di conseguenza, della prolifica amicizia con Franco Battiato, si rimanda a un manuale Longanesi dell'epoca dove sono elencati in ordine alfabetico 200 artisti considerati il gotha della musica pop internazionale, da Elvis Presley a David Bowie, e dove Gaber è l'unico artista italiano presente.

### Il ritorno alla musica pop (1978-1979)

Franco Battiato negli anni ottanta

Nel 1978 pubblica un nuovo 45 giri usando lo pseudonimo Astra. I due brani, scritti con Pio, si intitolano Adieu e San Marco (entrambi con un testo in francese). L'anno dopo riprende la stessa musica di Adieu per una nuova canzone dal titolo Canterai se canterò, incisa da Catherine Spaak (presente nel retro del 45 giri Pasticcio); e la riprenderà ancora anni dopo, nel 1989, per la canzone Una storia inventata, contenuta nel disco Svegliando l'amante che dorme di Milva.
Torna intanto a collaborare con l'artista abruzzese Alfredo Cohen, firmando assieme a Giusto Pio le musiche dei brani Roma e Valery (il cui testo, modificato dallo stesso Battiato, darà vita anni dopo alla più nota Alexander Platz). Questa serie di brani porranno le basi per l'ascesa cantautorale del musicista, che da qui in avanti tornerà in maniera definitiva alla forma tradizionale della canzone.
Sempre nel 1978, sotto la spinta di Angelo Carrara, che sarà il suo manager e produttore fino al 1986, Battiato, insieme a Giusto Pio, Juri Camisasca e Fabio Pianigiani, registra Cigarettes, LP che rimarrà inedito, contenente otto o nove brani con testi cantati in latino da Camisasca e in tedesco da Battiato. Carrara lo propose a diverse case discografiche, ma nessuna mostrò interesse.
Nel 1979, grazie ancora all'interessamento di Carrara, passa alla EMI Italiana, decretando il suo ritorno alla canzone pur mantenendo vivo il suo interesse per la musica orientale. Tale fascinazione lo avvicinerà concretamente all'esperienza spirituale del sufismo, corrente mistica islamica. Non a caso, si iscriverà con convinzione all'Istituto italiano per il Medio ed Estremo Oriente, coltivando finanche lo studio della lingua araba. Così facendo, nell'autunno dello stesso anno, registra, presso gli Studi Radius, L'era del cinghiale bianco, che contiene riferimenti alle idee esoteriche dello scrittore e intellettuale René Guénon. Dell'album viene registrata una prima versione, assai diversa da quella definitiva, in cui si evince l'assenza di strumenti rock come il basso e la batteria, e che lascia notevolmente insoddisfatti gli autori. Vengono quindi chiamati per la realizzazione di una seconda registrazione i musicisti Tullio De Piscopo e Julius Farmer. Una volta completata la nuova incisione, il disco viene presentato ai dirigenti della EMI, che si rivelano fin da subito molto riluttanti alla sua pubblicazione. Bruno Tibaldi, presidente della casa discografica, decide ugualmente di procedere all'immissione dell'album su tutto il territorio nazionale. Nonostante il modesto riscontro di vendite e varie critiche provenienti da alcuni ambienti della carta stampata, il mensile Nuovo Sound definisce il disco "l'LP italiano più bello dell'anno", sulla base del parere di una giuria musicale di cui facevano parte tra gli altri Renzo Arbore, Sergio Bardotti, Paolo Giaccio e Sergio Mancinelli.
L'opera, nel complesso, presenta numerosi elementi che in futuro formeranno lo stile e la poetica di Battiato fra cui gli esotismi, i riferimenti letterari e gli scanzonati giochi linguistici. Ne sono un esempio i brani: Strade dell'est (con riferimento al condottiero curdo Mustafa Barzani), Magic shop (ironico pamphlet contro la commercializzazione del sacro) e la stessa title track, contraddistinta dal riff di chitarra e violino. Il riferimento ad un'imprecisata "era del cinghiale bianco" proviene da un'antica leggenda celtica, che vedeva nel "sacro animale" l'emblema assoluto del sapere spirituale. Si segnalano anche la strumentale Luna indiana e Il re del mondo (con riferimento all'omonima leggenda mistica), considerata il capolavoro del disco e Stranizza d'amuri: prima traccia dell'autore interamente scritta in lingua siciliana. Segue un tour di quindici date, caratterizzato da una discreta presenza di pubblico, cui partecipa il tastierista Filippo Destrieri, che collaborerà con Battiato per tutti gli anni ottanta e novanta.

### Una nuova idea di canzone (1980)
(Franco Battiato, Prospettiva Nevski.)

Franco Battiato nel videoclip di Up Patriots to Arms

Il primo album di Battiato degli anni ottanta è Patriots del 1980, che in origine doveva chiamarsi I telegrafi del martedì grasso. A differenza del precedente, il disco ottiene un discreto successo arrivando fino alla trentesima posizione in classifica. L'album contiene il singolo Up patriots to arms, il cui titolo dal significato ermetico è stato descritto in questo modo dal suo autore:
 Oltre ad Up patriots to arms l'album contiene almeno due brani destinati a diventare dei classici del cantautore siciliano fra cui Prospettiva Nevski (riferita alla strada principale di San Pietroburgo) e Le aquile (con testo ispirato al romanzo Statue d'acqua, della scrittrice svizzera Fleur Jaeggy). Il disco contiene anche Venezia-Istanbul (con finale ripreso dal Canto dei lavoratori di Filippo Turati), Arabian song (primo brano in cui l'artista si rapporta alla cultura islamica), nonché Frammenti e Passaggi a livello, entrambe contrassegnate da un ampio uso di citazioni letterarie che richiamano passi di poeti e scrittori quali Marcel Proust, Giacomo Leopardi, Giovanni Pascoli e Giosuè Carducci. Le teorie di Gurdjeff e la filosofia mistica orientale vengono richiamate nel finale di Prospettiva Nevski: 
I cambi di registro sia testuali sia musicali, e il ricorso alla citazione e al frammento sono alla base della nuova idea di canzone proposta da Battiato. L'autore non racconta una storia, né affronta una tematica, ma utilizza frasi e situazioni prive di nesso causale. Quello che nasce è un componimento inedito e complesso, dove le parole fanno da ponte verso la musica, mentre questa spiega e struttura i versi stessi. In questo modo l'artista realizza una risposta italiana alle trasformazioni internazionali della popular music. Nel merito il musicista disse:
E ancora:
Questa nuova fase lo portò a collaborare con altri artisti, in particolare con la cantante Alice, con la quale scrisse, nello stesso anno, Il vento caldo dell'estate, prima affermazione del nuovo suono di Battiato, originato da un'intuizione sua e di Giusto Pio, decisi a fermare la ritmica durante l'inciso, aggiungendovi in successione degli accordi d'organo.

### Gli anni del grande successo (1981-1982)
(Franco Battiato, Bandiera bianca)

Franco Battiato presenta il brano Bandiera bianca, tratto dall'album La voce del padrone, alla Mostra Internazionale di Musica Leggera.

Nel 1981 Battiato e Giusto Pio vincono, come autori, il 31º Festival di Sanremo, con il brano Per Elisa di Alice. Nello stesso anno Battiato pubblica quello che, tra i suoi album, otterrà il maggiore successo commerciale e di critica, La voce del padrone, il cui titolo richiama il pensiero dello scrittore Georges Ivanovič Gurdjieff e al contempo rappresenta un'ironica allusione all'omonima casa discografica. Il nuovo LP viene promosso al programma musicale Discoring, e prima ancora alla Mostra Internazionale di Musica Leggera, attraverso il singolo di lancio Bandiera Bianca. Battiato presenta il brano sopra un ipotetico palco elettorale utilizzando un megafono e attorniato da diversi madrigalisti atti a cantare le strofe del ritornello. Il refrain in questione è mutuato dalla poesia L'ultima ora di Venezia di Arnaldo Fusinato, e rappresenta un esplicito segno di resa nei confronti della società che l'autore accusa di essere troppo attaccata al denaro. Altra canzone altrettanto celebre è Centro di gravità permanente, basata sulle teorie psicofisiche del filosofo Georges Ivanovič Gurdjieff, inerenti alle difficoltà dell'essere umano a trovare il "proprio centro interiore", indispensabile al controllo delle pulsioni emotive e irrazionali. A favore del mistico armeno il cantautore dichiara:
L'intero LP reca canzoni divenute, negli anni, tra le più note dell'artista siciliano e di tutta la musica italiana: oltre alle già citate, si ricordano Cuccurucucù (che cita nel testo e nel ritornello la famosa canzone Cucurrucucú paloma scritta nel 1954 dal cantautore messicano Tomás Méndez ed eseguita fra gli altri, da Caetano Veloso), nel cui coro è presente Giuni Russo (non citata nei crediti), e Segnali di vita, preludio al pop più riflessivo degli album immediatamente successivi.
Dopo un timido successo, nel febbraio del 1982 l'album inizia a scalare la classifica, raggiungendo la prima posizione nel mese di marzo, e mantenendo ininterrottamente il primato fino a inizio autunno solo per cederlo al successivo album dello stesso autore. A fine anno risulterà essere il primo album italiano ad aver oltrepassato (circostanza avvenuta tra settembre e ottobre) il milione di copie vendute, superando ogni aspettativa dell'autore e della casa discografica. Tra i vari attestati, riceve nella città di Venezia il premio Gondola d'oro come miglior album dell'anno. Il disco è collocato al secondo posto, dalla rivista Rolling Stone, nella lista dei 100 album italiani più belli di ogni tempo.
Nell'estate del 1982 ottengono grande successo i singoli Un'estate al mare di Giuni Russo e Messaggio di Alice, sempre firmati da Battiato-Pio.
Risultati commerciali altrettanto notevoli vengono raggiunti dal disco successivo, L'arca di Noè, pubblicato nel dicembre 1982, che in poche settimane vende circa 550 000 copie, risultando il disco italiano più venduto nell'anno ed il secondo più venduto in assoluto, dietro al celebre Thriller di Michael Jackson. Il nuovo LP, dal tenore pessimista e apocalittico, presenta canzoni di stampo ironico e graffiante. Fra queste vi sono Scalo a Grado (dove viene cantata la trascrizione latina dell'Agnus Dei), L'esodo e Clamori, queste ultime due musicate su testi del mistico e scrittore Tommaso Tramonti. Radio Varsavia (singolo apripista dell'album) è il brano più controverso; Gianfranco Manfredi de La Stampa accusa Battiato di avere inserito nel disco «la cultura della nuova destra». In risposta, l'artista dichiara di non aver capito "cosa ci trovino nelle sue canzoni che si possano avvicinare alla loro ideologia che è esattamente all'opposto di ciò che dico io. All'opposto." Voglio vederti danzare, diventata anch'essa una delle canzoni più popolari di Battiato e tra le più eseguite durante i concerti, cita l'abilità artistica dei "dervisches tourneurs", danzatori mistici che sogliono esibirsi con movimenti circolari ossessivi, simbolo di ricerca spirituale e introspettiva. Nello stesso periodo esce Legione straniera dell'amico musicista Giusto Pio, con la collaborazione di Battiato in tutte le tracce, così come nel successivo Restoration.
Considerato un cantautore innovativo ed eclettico, Battiato ha avviato una ricerca personale che spazia tra soluzioni sonore molto eterogenee, comprendenti l'uso dell'elettronica e la citazione della musica classica, elaborando testi che sono dei veri e propri pastiche letterari contenenti citazioni colte, terminologie pop e svariati riferimenti filosofici. Anche la sua insolita voce desta molta attenzione, facendo leva su una timbrica nasale molto particolare, assai vicina alla tecnica vocale del falsetto.

### La successiva produzione discografica (1983-1987)

Franco Battiato con la cantante Alice, sul set fotografico del videoclip de I treni di Tozeur, nel 1984

Nell'autunno del 1983 esce l'intimista Orizzonti perduti che presenta un massiccio uso di musica elettronica e si distingue per la totale assenza di strumenti acustici. Descrizioni di vita quotidiana si palesano nei brani: Tramonto occidentale, Zone depresse, Gente in progresso e in particolar modo nell'autobiografica Campane tibetane. Il disco è lanciato dal singolo La stagione dell'amore, altro "classico" della sua produzione.
Nel 1984 il cantante siciliano decide di ridurre notevolmente l'attività concertistica. Fa eccezione la sua partecipazione all'Eurovision Song Contest in coppia con Alice. I due artisti si esibiscono cantando I treni di Tozeur, che si piazza al quinto posto e ottiene un elevato successo di vendite in tutta Europa. Il titolo del brano fa riferimento a Tozeur, antico centro commerciale del Chott el Jerid in Tunisia, posto ai margini del deserto del Sahara, circondato da un lago salato (cit. «distese di sale...») le cui esalazioni conducono i viandanti ad avere allucinazioni e miraggi, nei quali un tempo venivano viste delle carovane in lontananza, mentre oggi possono essere scambiati per treni all'orizzonte. Nello stesso anno è impegnato in un progetto messo in atto al programma televisivo Mister Fantasy, che prevede un concerto telematico con l'esecuzione del brano Propiedad Prohibida (eseguito dal musicista e da cinque suoi collaboratori situati in cinque luoghi diversi).
Nello stesso anno esce il singolo Auto-motion, colonna sonora del programma Chip, i cui autori sono, come di consueto Battiato-Pio. Il disco pur essendo a nome di Giusto Pio presenta come interprete Franco Battiato. Il brano proviene dalla stessa sessione di registrazione del successivo Mondi lontanissimi, con il quale condivide lo stile, i temi trattati e gli arrangiamenti.
Già in estate, annuncia l'uscita di tre nuovi album, per il mercato italiano, spagnolo e inglese. Il disco per il mercato italiano, Mondi lontanissimi, esce nell'aprile del 1985. Questo nuovo lavoro, uscito durante gli anni in cui nasceva la letteratura cyberpunk, si caratterizza per lo scenario fantascientifico e presenta un elevato uso di suoni computerizzati a cui fanno da contraltare melodie di stampo classico. La copertina mostra l'artista che apre una finestra in cui compare il profilo di Saturno. Secondo l'artista, i "mondi lontanissimi" sono i pianeti del nostro Sistema Solare, e anche (in seconda lettura) i "mondi interiori" della nostra coscienza, dove regnerebbero livelli di consapevolezza ancora ignoti e inesplorati. Anticipato dai singoli No Time No Space/Il re del mondo e Via Lattea/L'animale, raggiunge il terzo posto in classifica risultando il ventitreesimo LP più venduto in Italia. Uno dei brani più noti del disco è No Time No Space, che vorrebbe rappresentare i misteri dell'Universo, ed è costruito sul ritmo serrato delle percussioni che si contrappongono alle sonorità armoniche e sinfoniche degli arrangiamenti. Lo stile postmoderno del lavoro di Battiato si evidenzia in varie tracce tra cui: Risveglio di primavera, Temporary Road e Chan-son egocentrique (già incisa con Alice nell'album Azimut).
Con la raccolta Echoes of Sufi Dances, Battiato tenta di affacciarsi ai mercati discografici spagnoli e inglesi. Mentre in Spagna il cantautore ottiene un buon riscontro di vendite, negli Stati Uniti il disco non supera le diecimila copie vendute. Sebbene fosse inizialmente entusiasta all'idea di avvicinarsi al pubblico statunitense Battiato non dedicherà più attenzione al progetto, anche a causa delle condizioni impostigli dal produttore della EMI americana, che avrebbe preteso il suo trasferimento a Los Angeles per fini promozionali.
Poco più tardi, il cantautore dà inizio a una carriera parallela di compositore colto, che porterà alla pubblicazione di alcune opere di matrice sacra e accademica. La prima di queste è Genesi del 1986, caratterizzata in gran parte da sonorità sintetiche ed elettroniche. Il progetto viene curato dallo stesso Battiato, già dal 1983. Dopo aver eseguito saltuariamente in concerto alcuni pezzi dell'opera, la prima rappresentazione ufficiale avviene presso il Teatro Regio di Parma il 26 aprile 1987.

### Dall'albumFisiognomicaal primo liveGiubbe Rosse(1988-1990)

Franco Battiato si esibisce in Vaticano nel 1989.

Battiato è tornato al formato canzone con Fisiognomica che, nonostante ciò, apre a un'impostazione classica e accademica non del tutto avulsa da un certo afflato spirituale e filosofico: un ripiegamento interiore che si rifletterà anche nella vita privata dell'artista, che deciderà di lasciare Milano e tornare a vivere nella sua Sicilia, a Milo. Il quindicesimo album in studio del cantautore è ispirato all'omonima opera di Aristotele e contiene alcune ballate come E ti vengo a cercare e Secondo imbrunire, che fondono la canzone d'amore tradizionale a tematiche prettamente esistenziali. Il mito dell'amore invece parte da sequenze per tastiera per paesaggi sonori per tastiera, il tutto accompagnato da cori lirici che approdano a un finale per chitarra elettrica e organo da chiesa. Uno dei brani più apprezzati è però L'oceano di Silenzio, che unisce tastiere e orchestra in un andamento calmo e ipnotico, che anticipa le sacrali sonorità del successivo album Come un cammello in una grondaia. Altri brani contenuti in Fisiognomica sono Nomadi, scritta da Juri Camisasca, e Veni l'autunnu, un omaggio alla terra d'origine, cantata con fonemi in lingua araba e siciliana. Nonostante la scarsa accessibilità delle musiche, il disco vende oltre 300 000 copie, divenendo uno dei maggiori successi dell'anno a cui fa seguito un tour svoltosi anche al di fuori dei confini nazionali. Grazie a questo nuovo LP, nel 1989 Battiato viene chiamato da papa Giovanni Paolo II ad esibirsi in Vaticano, divenendo il primo cantante di musica leggera a tenere un concerto nella Città del Vaticano.
Il successivo Giubbe rosse, uscito nel 1989, è il primo album dal vivo del musicista e raccoglie registrazioni effettuate nella sezione invernale del Fisiognomica Tour nei rispettivi teatri d'Italia, Francia e Spagna. Il disco attraversa gran parte della carriera del cantautore, dalla sperimentazione anni settanta alla più recente fase degli ottanta. L'opera contiene l'inedito Giubbe Rosse, Alexander Platz (già cantata da Milva), Mesopotamia, versione modificata del brano Che cosa resterà di me (scritto per l'album Dalla/Morandi) e Lettera al governatore della Libia, anch'essa modificata e già scritta nel 1980 per Giuni Russo. La cantante siciliana comparirà come seconda voce anche in questa nuova versione. La collaborazione tra Giuni Russo e Battiato risale ai primi degli anni ottanta, lo stesso musicista scrive per la giovane artista l'intero album Energie, uscito nel 1981. In un periodo coevo all'uscita di Giubbe rosse, il cantautore compone in parallelo musiche per il cinema, scrivendo l'inedita partitura del film Una vita scellerata (uscito nel 1990), incentrato sulla figura dell'artista fiorentino Benvenuto Cellini.

### Gli ultimi album da solista (1991-1994)
(Franco Battiato, Povera Patria)

Franco Battiato con l'amico e collega Lucio Dalla nel 1993. Per molti anni i due furono vicini di casa nelle campagne etnee.

Il decennio si apre con la pubblicazione di Come un cammello in una grondaia, che in breve tempo vende oltre venticinquemila copie. Il titolo allude a una citazione di al-Biruni, scienziato persiano vissuto nel XII secolo, che era solito pronunciare tale frase per indicare l'inadeguatezza della propria lingua nel descrivere argomenti di carattere scientifico. Registrato presso gli Abbey Road Studios l'album segna un ulteriore avvicinamento verso certe sonorità religiose e spirituali. L'idea di eliminare in fase di registrazione le componenti della sezione ritmica conduce il disco a risultati ancor più lontani dal formato canzone rispetto al precedente Fisiognomica. Così facendo, l'artista avvicina la musica leggera al formato della sinfonia classica.
Ne risulta un album di difficile fruizione, in cui il canto è accompagnato dal pianoforte e da rari e impercettibili accordi di tastiera, che confluiscono in un tappeto sonoro a cui ha contribuito l'orchestra nazionale di Londra. Nell'album sono presenti quattro lied classici di Richard Wagner, Vicente Martín y Soler, Johannes Brahms e Ludwig van Beethoven, uniti ad altrettanti inediti del cantautore. Il brano più famoso del disco è l'invettiva politica di Povera Patria, che si aggiudica nel 1992 la Targa Tenco come miglior canzone dell'anno. A esse seguono l'austera Le sacre sinfonie del tempo e l'invocazione de L'ombra della luce.
Dopo la sua partecipazione al Concerto di Baghdad, tenuto con l'orchestra nazionale irachena nel 1992 (trasmesso in mondovisione e pubblicato in DVD), l'autore torna in Italia presentando un nuovo LP di inediti recante il titolo Caffè de la Paix. Il disco riprende la pop del Battiato anni ottanta, filtrandole con tematiche di natura teologica, già affrontate nei lavori precedenti. L'album reintegra batteria, basso, chitarre, tastiere e computer, che accompagnano arrangiamenti classici e strumenti tradizionali arabi, adattando lo stile del cantautore alla world music. Alle ormai solite espansioni tastieristico-orchestrali con testi onirici (Sui giardini della preesistenza, Ricerca sul terzo, Haiku) si intervallano una serie di ballate al contempo moderne e classiche. Oltre al richiamo arabo di Fogh in Nakhal, vi sono la vivace title track, e la religiosa Lode all'inviolato, con andamento incalzante, sovente dettato da sonorità rock. Altre canzoni da segnalare sono il dittico storico-mitologico: Atlantide e Delenda Carthago. Quest'ultima, oltre a richiamare il popolare monito di Marco Porcio Catone, contiene un passo tratto dal Libro III delle Elegie, scritte dal poeta latino Sesto Properzio. Si rileva, in aggiunta, un riferimento al mondo magrebino, dove donne con le “dita colorate di henna”, realizzano sulla pelle particolari incisioni (simili agli odierni tatuaggi), all'epoca patrimonio esclusivo del corpo femminile. L'opera si classifica Miglior Disco dell'Anno nel referendum di Musica e dischi e risulta il trentaseiesimo album più venduto in Italia del 1993. Il Caffè de la Paix, citato nell'omonima canzone, è un locale parigino, progettato da Charles Garnier (lo stesso architetto dell'Opéra national de Paris), inaugurato nel lontano 1862; luogo dove Georges Ivanovič Gurdjieff intratteneva lezioni ai vari adepti del suo pensiero. Dell'anno successivo sono il live Unprotected e la nuova Messa arcaica, composizione religiosa per soli coro e orchestra, portata in giro in varie chiese d'Italia riscuotendo un buon successo. Sempre sulle orme della musica classica, è uscita l'opera in due atti Gilgamesh, basata sulla mitologia sumera. La prima rappresentazione ufficiale si tiene al Teatro dell'Opera di Roma, la sera del 5 giugno 1992.
È di questo periodo l'inizio della collaborazione artistica col Maestro Angelo Privitera, musicista originario di Acireale, alunno come Battiato del Liceo Scientifico Archimede di Acireale, luogo dove i due si conobbero durante un evento per i festeggiamenti per i 60 anni del Liceo stesso. Dall'incontro infatti ne nacque successivamente una collaborazione che sfociò in una vera e propria amicizia che vide, per circa un trentennio, Angelo Privitera diventare l'amico più fidato ed il collaboratore più stretto di Franco Battiato. Il Privitera è anche stato il gestore del sito ufficiale del cantautore di Jonia fino all'inizio del periodo di malattia che ha impedito al cantautore siciliano di protrarre l'attività artistica attiva. Infatti Battiato è stato tra i primi artisti in Italia ad averne uno negli anni Novanta, sito inizialmente creato da un collaboratore di quel periodo di Battiato e successivamente donato all'artista per essere "ufficializzato" e gestito alla bisogna. Nasce tra l'altro proprio in quel primitivo sito creato nell'estate 1995, cronologicamente proprio dopo "Caffè de la paix", l'appellativo "L'Uomo dell'Isola dei Giardini", appellativo dato al musicista ed erroneamente attribuita ad altri, anche usato come titolo per degli scritti biografici, ma originariamente, e originalmente, creato appositamente dall'ideatore del primo sito per essere utilizzato per la prefazione della sezione dedicata alle opere pittoriche di Süphan Barzani (alter-ego di Battiato per quel genere di lavori). Angelo Privitera è stato fedele compagno di viaggi e concerti ed eventi vari supportando Battiato in tutto, anche dopo l'inizio della collaborazione di Battiato con il Maestro Carlo Guaitoli con il quale il Privitera ha condiviso diverse esperienze concertistiche.

### Sodalizio artistico con Manlio Sgalambro (1994-1997)
(Franco Battiato, La cura.)

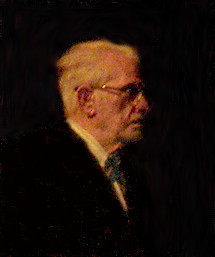
Manlio Sgalambro

A partire dal 1994 inizia la collaborazione con il filosofo Manlio Sgalambro, conosciuto l'anno precedente in Sicilia, durante una presentazione, assieme all'editore Scheiwiller, di una raccolta di poesie del poeta Angelo Scandurra. I primi frutti di questa collaborazione sono l'opera teatrale Il cavaliere dell'intelletto e l'album L'ombrello e la macchina da cucire, edito dalla casa discografica EMI. Quest'ultimo, fra le opere meno conosciute dell'artista, contiene brani dai connotati estremamente intellettuali e lontani da ogni intento di carattere commerciale. Il titolo del disco riprende una frase contenuta nel poema epico in prosa Canti di Maldoror, del poeta francese Lautréamont.
Nell'autunno del 1996, per la nuova casa discografica Mercury, pubblica L'imboscata, il cui successo commerciale restituisce a Battiato la popolarità raggiunta negli anni passati. Il disco si piazza al secondo posto nella classifica FIMI Album divenendo, per il mercato italiano, il nono album più venduto dell'anno. La caratteristica copertina riporta un dipinto di Antoine-Jean Gros, raffigurante Napoleone Bonaparte mentre arringa l'esercito prima della battaglia delle piramidi.
L'Imboscata rinnova il percorso sperimentale del cantautore, con un massiccio impiego di sintetizzatori e sonorità elettroniche. Si crea così una linea compositiva incentrata sull'utilizzo preminente della chitarra elettrica, atta a conciliare musica da camera, accelerazioni ritmiche e improvvise asperità rock. Sul versante dei testi, i testi aulici e raffinati di Sgalambro non disdegnano soluzioni vicine al plurilinguismo (alcune tracce recano passaggi in inglese, francese, portoghese e tedesco).
Pubblicato anche in Spagna, l'album contiene La cura, una delle sue tracce più note e apprezzate. Il brano viene certificato, lo stesso anno, disco di platino con oltre 30 000 copie vendute.
Il primo singolo di lancio, Di passaggio, presenta un intervento di Sgalambro che legge in greco antico un frammento di Eraclito e il testo è permeato dalle riflessioni dello stesso. La traccia si chiude con un altro frammento (nel caso un epigramma di Callimaco), cantato a due voci da Battiato e Antonella Ruggiero. A seguire troviamo la più "rockeggiante" Strani giorni, Amata solitudine e la ballata dal sapore iberico Segunda Feira. Il testo lusitano parla di un Mediterraneo dell'età classica, dove il mare diviene il ricordo di luoghi esotici come il porto di Singapore, il corallo delle Maldive e l'isola di Macao. Unica traccia non presente nell'album e pubblicata come singolo è Decline And Fall Of The Roman Empire, in larga parte tratta dai testi letterari di Sgalambro dove vengono richiamate opere diametralmente opposte come L'anatomia dell'urina di James Hart e il Vangelo secondo S.Matteo. Sull'onda del rinnovato successo partecipa al Festivalbar e, ancor prima, al Concerto del Primo Maggio, dove riceve inaspettati fischi per un guasto agli amplificatori presenti sul palco.

### EsplorazionerockdiGommalaccae ritorno all'avanguardia (1998-2000)
(Franco Battiato, Shock in my town)
Proseguendo la sua ricerca sonora in territori rock ed elettronici, l'artista pubblicò Gommalacca, uscito nell'autunno del 1998, che rappresenta uno dei massimi successi dell'artista e, al tempo stesso, uno dei suoi più arditi esperimenti musicali. Fra i brani contenuti nel disco vi è la dura Il mantello e la spiga, l'apparentemente soave Casta Diva (in cui "acuti" di chitarra elettrica avrebbero dovuto accompagnare gli acuti campionati di Maria Callas, poi sostituiti in fase di pubblicazione con la voce di un altro soprano per la mancata autorizzazione da parte degli eredi della Callas) e Auto Da Fe', incentrata sull'interazione fra la chitarra elettrica e il sintetizzatore. Il titolo del brano richiama la cerimonia pubblica dell'autodafé (letteralmente atto di fede), processo istituito dall'inquisizione spagnola, dove venivano comminate pene e condanne di varia natura. I brani più famosi sono invece Il ballo del potere e Shock in my town. La prima unisce percussioni d'andamento tribale con cori campionati, aprendo al contempo a melodie anni trenta, mentre la seconda, si struttura secondo un riff di chitarra dove in sottofondo si sovrappongono numerosi suoni e distorsioni, cori spettrali, e spunti elettronici. Lo "shock addizionale" riportato nel testo della canzone, si riferisce all'elemento cardine della "legge dell'Ottava" (teorizzata da Gurdjieff), ossia la spinta che evita alle correnti di cambiare direzione e che tiene quindi salde le nostre intenzioni e il nostro agire. Tale spinta esorta al risveglio la forza del serpente "Kundalini" (anch'esso citato nel testo), che secondo certe culture yogi rappresenta l'energia vitale, sopita alla base della colonna vertebrale. Il basso è suonato da Morgan, che Battiato ammirava e al quale propose di collaborare.
Non vanno trascurate altre composizioni quali La preda (che descrive minuziosamente un'estasi tantrica) e l'apocalittica Quello che fu. Nella più pacata Vite parallele Battiato affronta il tema della reincarnazione (già argomentato in Caffè de la Paix), della quale il cantautore è un fermo sostenitore. Nel corso dell'anno, il disco viene promosso in molte trasmissioni musicali, aggiudicandosi nel 1999 la Targa Tenco come miglior album dell'anno. I brani Shock in my town, il mantello e la spiga e vite parallele furono eseguiti da Battiato, come opite fuori gara, al quarantanovesimo Festival di Sanremo, alla presenza del filosofo Manlio Sgalambro e con Giusto Pio alla direzione dell'orchestra. Con questa rassegna Giusto Pio si ritirò a vita privata, dopo aver accompagnato nelle composizioni, negli arrangiamenti e nelle direzioni d'orchestra la produzione artistica di Battiato per oltre vent'anni.
Con la fine del millennio, l'artista rifugge nuovamente il formato canzone e su commissione del Teatro del Maggio Musicale Fiorentino incide per la Sony i sette movimenti sperimentali che compongono il disco Campi Magnetici. L'opera è un momentaneo ritorno alle tendenze avanguardiste dei primi anni settanta, ora filtrate dall'uso della moderna tecnologia digitale. Nell'album si alternano a continui flussi elettronici e campionamenti, improvvisi attacchi di percussioni che lasciano spazio a incisi lirici e pianistici. Non mancano parti recitate che trattano in special modo di scienza empirica. Nello stesso anno, nel marzo del 2000, giunge per l'artista siciliano il premio Librex Montale, nella specifica sezione versi per musica; riconoscimento assegnato nella stessa edizione anche al poeta fiorentino Alessandro Parronchi.

### Trilogia deiFleurs(1999-2008)
Nell'autunno del 1999, il cantautore siciliano pubblica un nuovo album dal titolo Fleurs, interamente sorretto da soli pianoforte e quartetto d'archi. Si tratta di un "concept cover album" composto da tre brani inediti e nove brani di altri artisti, in prevalenza risalenti agli anni cinquanta e sessanta, tutte arrangiate per ensemble da camera. Il disco raccoglie Era de maggio del poeta napoletano Salvatore Di Giacomo e Ruby Tuesday, successo degli anni sessanta targato Rolling Stones. 
Battiato si confronta così con pezzi di altri artisti prediligendo canzoni di natura sentimentale, sia italiane (presenti due cover di Sergio Endrigo: Aria di neve e Te lo leggo negli occhi) che straniere (J'entends siffler le train di Richard Anthony, Che cosa resta (Que reste-t-il de nos amour) di Trenet e La canzone dei vecchi amanti (La chanson des vieux amants) di Jacques Brel.

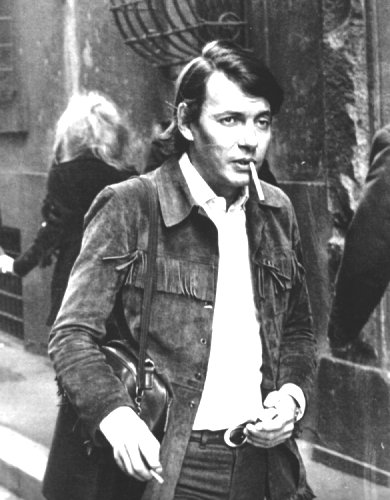
Fabrizio De André, omaggiato più volte dall'artista siciliano.

Nell'opera Battiato omaggia il collega Fabrizio De André, scomparso nello stesso anno, incidendo e reinterpretando due dei suoi brani più celebri: La canzone dell'amore perduto (traccia d'apertura del disco) e Amore che vieni amore che vai (presentata con commozione al concerto di tributo a De André Faber, amico fragile, tenutosi il 12 marzo 2000 al Teatro Carlo Felice di Genova). Altra cover di De André ad opera di Battiato sarà, anni più tardi, Inverno, contenuta nell'album Inneres Auge - Il tutto è più della somma delle sue parti. Nel novembre del 2011 Battiato partecipa al disco celebrativo Sogno nº 1, omaggio della London Symphony Orchestra al cantautore genovese. La voce di Battiato compare nel brano Anime salve, eseguendo le parti che nel brano originale erano cantate invece da Ivano Fossati. Tornando al disco, si sottolineano i brani scritti con Sgalambro dal titolo: Medioevale e Invito al viaggio, quest'ultimo direttamente ispirato all'omonima poesia di Charles Baudelaire. L'album riscuote successo, anche in virtù dell'inedita operazione che vede il musicista misurarsi con autori e brani del tutto estranei alla sua linea musicale. Il titolo è un chiaro omaggio alla dolcezza e poesia delle canzoni.
Il 30 agosto del 2002, anche su pressione dei produttori visto il successo del primo Fleurs, esce Fleurs 3, numerato in maniera insolita per evitare, come afferma l'autore, la possibilità di una terza futura uscita.
La smentita avverrà sei anni più tardi con la pubblicazione di Fleurs 2. Nel disco sono presenti due canzoni scritte dall'artista: Come un sigillo, cantata con Alice e Beim Schlafengehen, dall'omonima composizione di Richard Strauss su un testo dello scrittore Hermann Hesse. Sigillata con un bacio è la versione italiana di un brano americano originariamente intitolato Sealed With a Kiss. Molte le canzoni da ricordare: Perduto amor, di Salvatore Adamo, Se mai (versione italiana del brano Smile di Charlie Chaplin), Impressioni di settembre della PFM e Insieme a te non ci sto più, di Paolo Conte (già ripresa dal regista Nanni Moretti nel film La stanza del figlio). Anche in questo lavoro, c'è spazio per omaggiare altri musicisti della scuola genovese con un rifacimento dei brani Il cielo in una stanza e Ritornerai, rispettivamente di Gino Paoli e Bruno Lauzi.
Nel 2008 si ha la temporanea conclusione di quella che parrebbe essere una vera trilogia, con l'uscita di Fleurs 2, contenente una sola canzone inedita di Battiato, Tutto l'universo obbedisce all'amore, eseguita con la cantautrice Carmen Consoli. Tra le cover da ricordare si annoverano It's five o' clock degli Aphrodite's Child, Bridge over troubled water di Simon & Garfunkel, La musica muore di e con Juri Camisasca e ancora un rifacimento di un brano di Sergio Endrigo dal titolo Era d'estate. Nel 2009 partecipa insieme ad altri 55 artisti alla registrazione del brano Domani 21/04/2009, in ricordo del terremoto dell'Aquila.

### Ferro battuto,Dieci stratagemmi,Il vuoto(2001-2010)
Battiato affronta l'inizio del millennio con un nuovo lavoro sospeso fra pop e sperimentazione dal titolo Ferro battuto, uscito nuovamente per la EMI nella primavera del 2001. Nel disco troviamo un duetto con il leader e cantante dei Simple Minds Jim Kerr, presente nella canzone di lancio Running against the grain. Segue Bist du bei mir, brano latineggiante dove l'autore affronta vari registri linguistici cantando sia in italiano che in tedesco, così come in Personalità empirica, dove alterna italiano e francese, con una parte recitata dal filosofo Sgalambro. Si segnalano Il cammino interminabile e Sarcofagia (ispirata al trattato animalista Del mangiar carne, elaborato e scritto dal filosofo Plutarco). Trova campo un omaggio al noto chitarrista Jimi Hendrix con un rifacimento della sua Hey joe. Chiude il disco Il potere del canto dove si accentuano ancor di più i vari suoni da campionatura, proprio come era accaduto in Gommalacca, nell'ultima traccia Shakleton.

Due anni più tardi, nel maggio del 2003, riceve dal Presidente della repubblica Carlo Azeglio Ciampi la Medaglia ai benemeriti della cultura e dell'arte, ritirata nel Palazzo del Quirinale insieme ad altri artisti quali Katia Ricciarelli e Susanna Tamaro. L'anno successivo partecipa alla prima edizione del Festival teatro canzone Giorgio Gaber, promossa e organizzata nel ricordo dell'amico e cantautore milanese. Nella circostanza sale sul palco assieme al collega Roberto Vecchioni cantando il brano La libertà. Nell'autunno del 2004 esce Dieci stratagemmi, prodotto dalla Sony Music. Il cantante, per la scelta del titolo, ha preso spunto da Trentasei stratagemmi, antico trattato militare cinese, curato in lingua italiana da Gianluca Magi. Il sottotitolo dell'album Attraversare il Mare per ingannare il Cielo è il primo dei 36 stratagemmi, in cinese 瞞天過海, Mán tiān guò hǎi, nella traduzione di Gianluca Magi. I 10 stratagemmi del disco sono, naturalmente, le dieci canzoni presenti in esso.

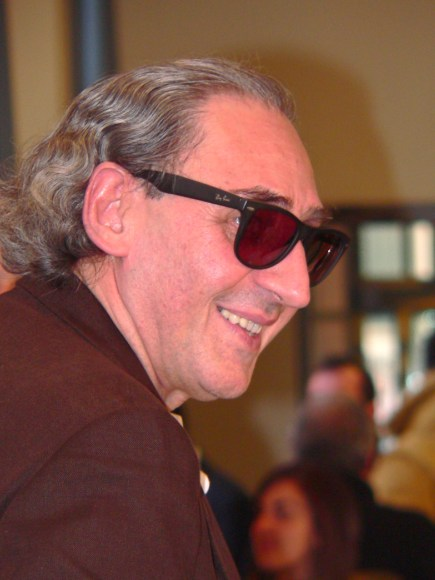
Battiato nel 2005.

Nel corso dell'anno vengono estratti i singoli discografici Tra Sesso e Castità, Le Aquile Non Volano a Stormi, Ermeneutica e Odore di polvere da sparo. Tra i vari collaboratori (tracce cinque, otto e nove), vi sono i Krisma, amici di lunga data dell'artista (di Battiato sono alcuni pezzi scritti per Maurizio Arcieri alla fine degli anni sessanta). Inoltre, partecipano all'album la cantante dei Lacuna Coil Cristina Scabbia (che interviene nel brano I'm that) e la cantante giapponese Kumi C. Watanabe: sua la voce nei brani Le aquile non volano a stormi, Ermeneutica e Apparenza e realtà. Degna di nota la melodica Fortezza Bastiani, diretta citazione del romanzo Il deserto dei Tartari di Dino Buzzati. Chiude il disco La Porta dello spavento supremo (Il Sogno), con parte recitativa interpretata dal filosofo Sgalambro, autore del testo assieme a Fleur Jaeggy.
Nel frattempo, vengono registrati i rispettivi live: Last Summer Dance e Un soffio al cuore di natura elettrica, quest'ultimo riguarda esclusivamente il concerto tenutosi al Nelson Mandela Forum, in data 17 febbraio 2005. Nel febbraio del 2007 il cantautore pubblica un nuovo album dal titolo Il vuoto, che vede l'abituale presenza ai testi del filosofo Manlio Sgalambro. Dal disco vengono estratti i singoli radiofonici Il vuoto, Aspettando l'estate e Niente è come sembra. L'opera presenta la partecipazione delle Mab, complesso femminile di origini sarde votato all'hard rock.
Due anni dopo, esattamente il 13 novembre 2009, è la volta di Inneres Auge - Il tutto è più della somma delle sue parti, antologia contenente due brani inediti, alcune cover e nuove versioni di varie hits del passato. In un'intervista rilasciata a il Fatto Quotidiano, alla domanda: Che significa “Inneres Auge”?, Battiato ha risposto: «Occhio interiore. Ma lo preferisco in tedesco. In italiano si dice “terzo occhio”, ma non mi piace, fa pensare a una specie di Polifemo. I tibetani hanno scritto cose magnifiche sull'occhio interiore, che ti consente di vedere l'aura degli uomini: qualcuno ce l'ha nera, come certi politici senza scrupoli, mossi da bassa cupidigia; altri ce l'hanno rossa, come la loro rabbia».
La canzone è un nuovo atto d'accusa del musicista nei confronti del potere politico. L'occasione è servita per ribadire il concetto di "cantautore impegnato": «Per il tipo che dovrei essere, no. Ma non sopporto i soprusi e ogni tanto coercizzo il mio strumento. Il pretesto di “Inneres Auge”, che ha origini più antiche, è arrivato quest'estate con lo scandalo di Bari, delle prostitute a casa del premier. E con la disinformazione di giornali e tiggì che le han gabellate per faccende private. Ora, a me non frega niente di quel che fanno i politici in camera da letto. Mi interessano quelli che influenzano la vita pubblica, con abusi di potere, ricatti, promesse di candidature, appalti, licenze edilizie in cambio di sesso e di silenzi prezzolati. Questa è corruzione, a opera di chi dovrebbe essere immacolato per il ruolo che ricopre». La canzone dialettale U cuntu, altra traccia originale dell'album, è stata una delle cinque canzoni finaliste al Premio Mogol nel giugno del 2010.

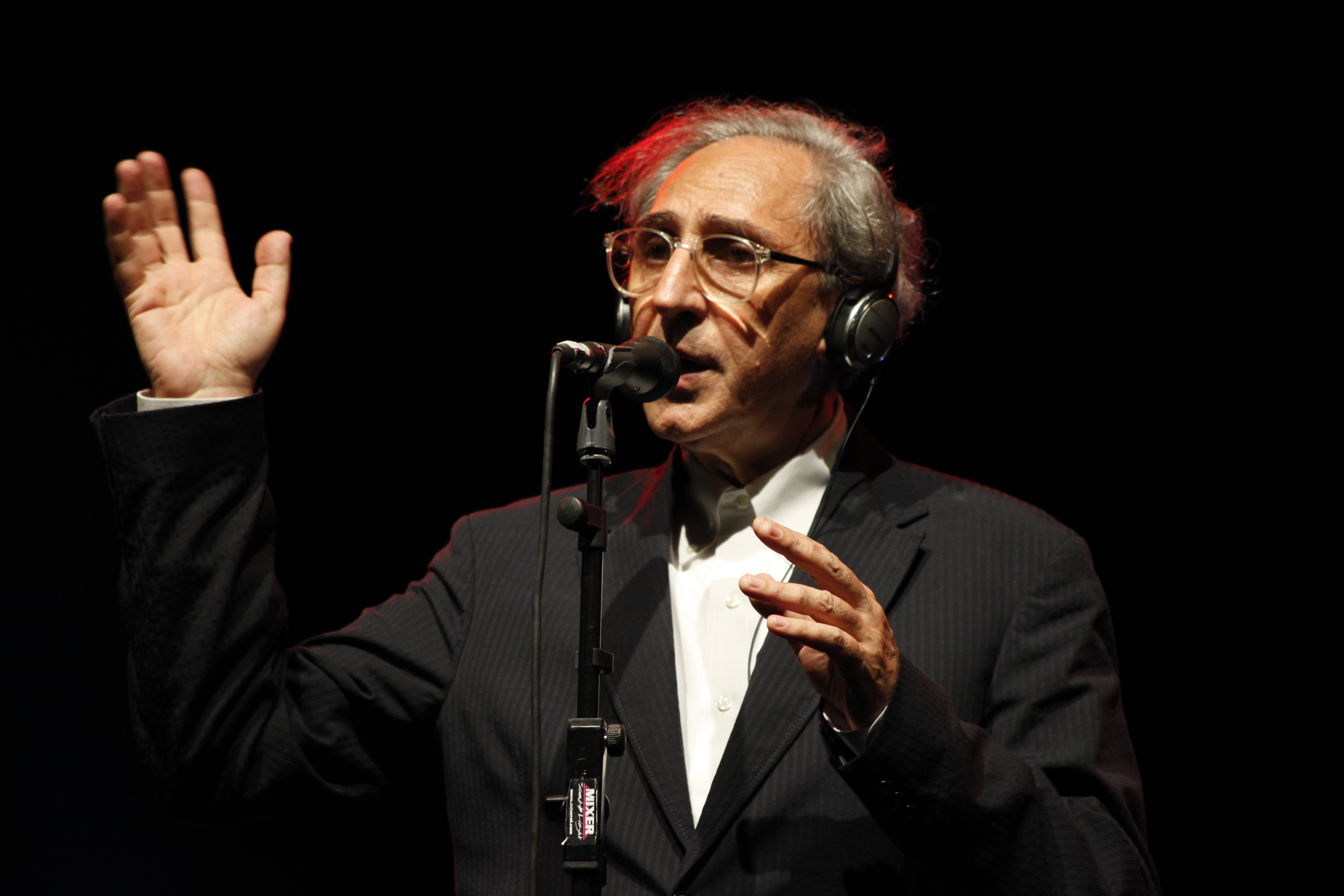
Franco Battiato al Festival Gaber, 2010

### Ultima collaborazione con Sgalambro (2011-2012)

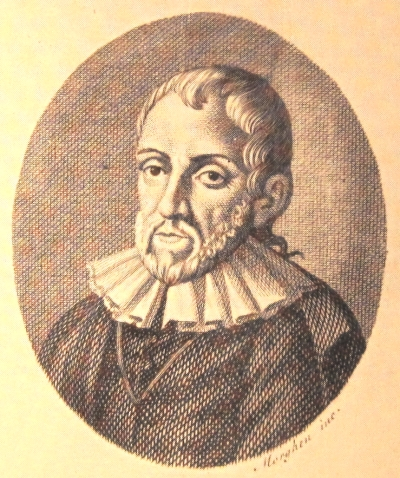
Il filosofo Bernardino Telesio, ispiratore dell'opera lirica scritta dal musicista ripostese.

Il nuovo decennio si apre con l'insolita partecipazione di Battiato al Festival di Sanremo (condotto dall'amico Gianni Morandi), dove, insieme al cantautore siciliano Luca Madonia, interpreta il brano L'alieno, che si classifica al quinto posto; si tratta della prima ed unica presenza del musicista catanese alla kermesse ligure come artista in gara. Nell'autunno seguente pubblica un nuovo concept-album, incentrato sulla figura del filosofo cosentino Bernardino Telesio. L'opera lirica (come indica il sottotitolo di copertina: in due atti e un epilogo), si apre con un prologo per pianoforte e archi, con voce dello stesso Battiato che recita una serie di parole tra le quali: Temperamento, Colerico, Sanguigno. Umore, Allegro, Lo spirito anima la Terra e le piante, La pietra grezza e altre ancora. Questo nuovo lavoro è accompagnato da vari pensieri del filosofo Sgalambro (suo il relativo libretto), il tutto sorretto da musiche orientali, canti lirici intrecciati e atmosfere elettroniche che fanno da sfondo alle note del pianoforte. L'opera, andata in scena per la prima volta al Teatro Rendano di Cosenza il 6 maggio 2011, ha la peculiarità di essere la prima pièce olografica a livello mondiale ad essere presentata in tre dimensioni, davanti a un pubblico di spettatori paganti.
Un anno più tardi, il 23 ottobre del 2012, a cinque anni di distanza dall'ultimo album di inediti, esce Apriti sesamo, che si aggiudica, con oltre 30 000 copie vendute, il disco d'oro. L'opera ha accenti fortemente polemici contro la classe politica oltre alle consuete ricerche musicali morali e spirituali. Il compositore asserisce che, "se la materia è corrotta, la spiritualità è il luogo eletto nel quale rifugiarsi, oppure dal quale ripartire nel processo di miglioramento di sé e del mondo". Tra i brani Passacaglia (ispirata alla composizione Passacaglia della vita del sacerdote seicentesco Stefano Landi), Il serpente (invettiva contro il denaro), e La polvere del branco.
Dal punto di vista musicale, Apriti Sesamo non si discosta né da Dieci Stratagemmi né da Il Vuoto; il pop sperimentato dall'artista è sorretto, come sempre, da esplorazioni elettroniche. I testi, a contrario, aprono le porte, in maniera più decisa, al disagio sociale, senza abbandonare gli usuali termini colti e poliglotti. Ne sono dimostrazione i brani: Caliti Junku, Un richiamo, Aurora e Testamento. 
Di quest'ultima canzone è realizzato un videoclip con la partecipazione dell'attrice Tea Falco; il testo, come molti dell'ultimo periodo, è un bilancio esistenziale e parla della morte e della reincarnazione, facendo riferimento alle religioni orientali come l'induismo sia in certe correnti del cristianesimo (specialmente in riferimento ai vangeli apocrifi).
(Testamento, da Apriti sesamo)
L'album è l'ultima opera dove compare la collaborazione del filosofo Manlio Sgalambro. Due anni più tardi, il 6 marzo 2014, Sgalambro morirà nella sua Catania (all'età di 89 anni), ponendo fine ad un sodalizio durato oltre vent'anni.

### Ultimi progetti (2012-2017)
Nel 2012 Battiato partecipa artisticamente alla creazione di una serie di CD musicali di musica contemporanea dedicati all'Oriente. Promotore di questa iniziativa è la formazione italiana degli Stenopeica, fondata da Martino Nicoletti e Roberto Passuti, che da anni si muove nella ricerca sperimentazione musicale, affiancando la conoscenza dei patrimoni musicali dell'Asia con la creazione di musica etnica e contemporanea. Da questa collaborazione, a cui partecipano tra l'altro anche Teresa De Sio e Giovanni Lindo Ferretti, nascono, nel 2012, due CD: Kathmandu: eclissi delle due lune e Kathmandu: Disiecta membra, nonché un CD-book, dal titolo Kathmandu: diario dal Kali Yuga (2016). Le opere traggono ispirazione dal volume di poesia e fotografia di Martino Nicoletti: Kathmandu: lezioni di tenebre, dedicato alla metropoli himalayana e pubblicato in Italia nel 2012.

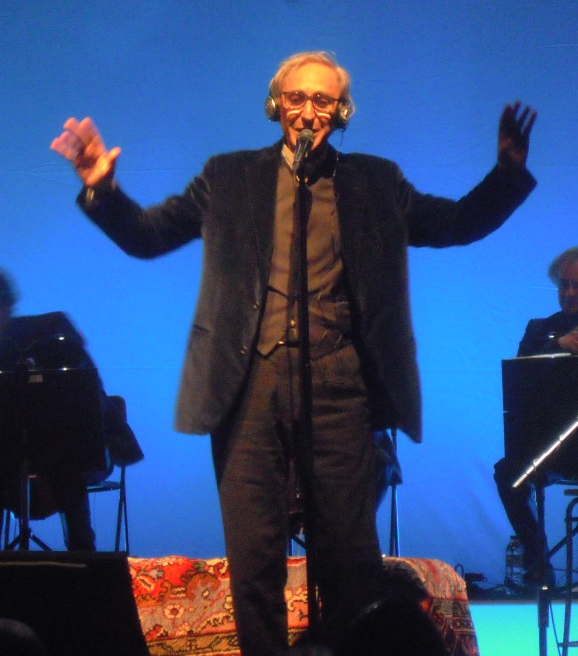
Franco Battiato alla trasmissione Che tempo che fa del 2013.

Il 6 agosto 2013 è protagonista del concerto/tributo in ricordo di Lucio Dalla, tenutosi nell'anfiteatro di Milo, paese caro ad entrambi i cantautori. L'arena siciliana, intitolata per l'occasione al cantautore bolognese, viene inaugurata dallo stesso Battiato poco prima dell'inizio del concerto. Alla kermesse partecipano Noemi (con cui canta La cura), Enrico Ruggeri, Erica Mou, Gianluca Grignani, e Luca Carboni. Il 26 novembre dello stesso anno esce il live Del suo veloce volo, con l'omonima canzone e numerosi classici del musicista reinterpretati assieme al gruppo musicale Antony and the Johnsons. Le registrazioni dell'album riguardano esclusivamente il concerto tenutosi all'Arena di Verona il 2 settembre 2013, cui ha partecipato anche Alice in veste di special guest.

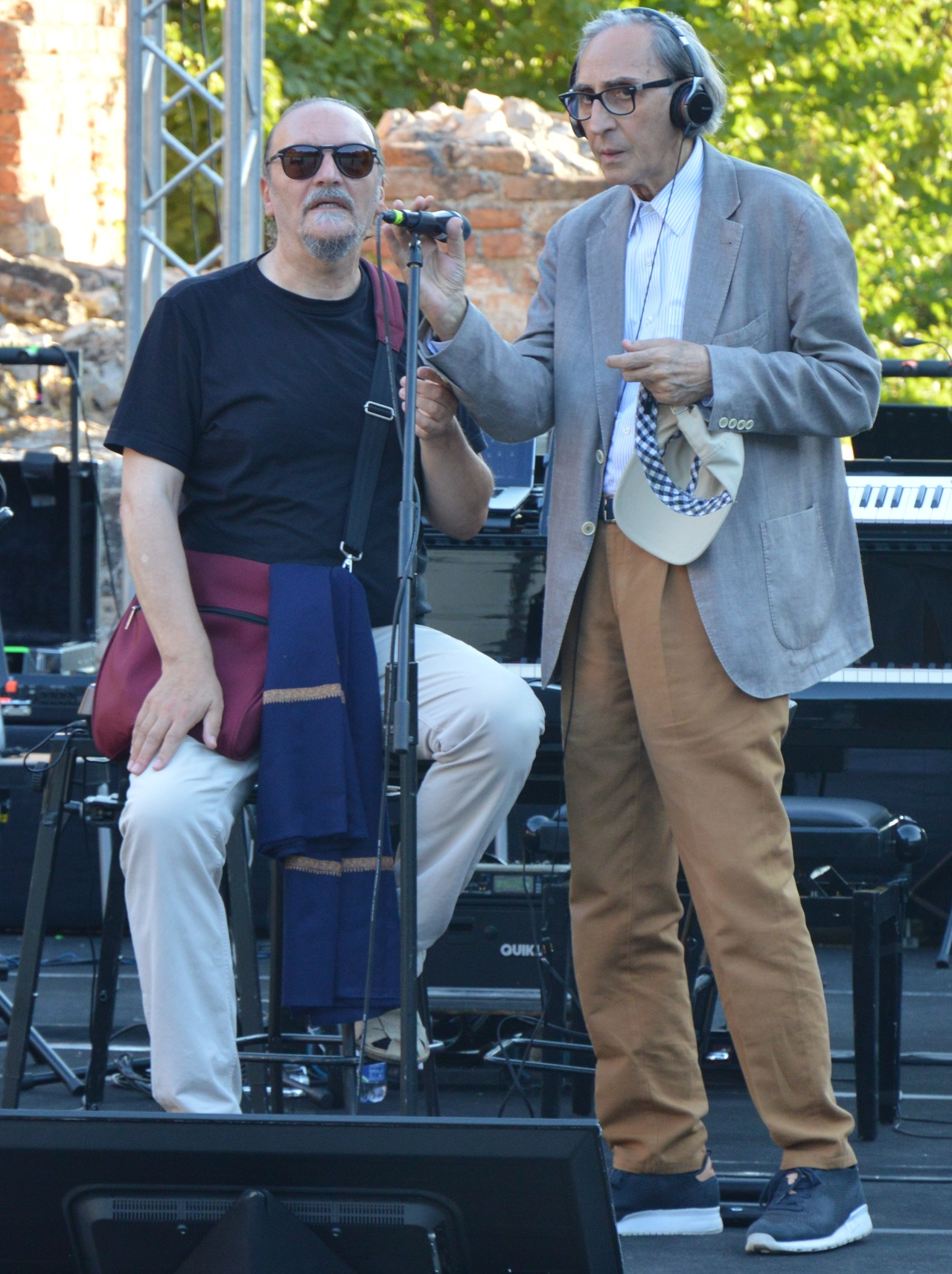
Battiato con Juri Camisasca durante le prove di uno degli ultimi live, 2016

Nei mesi di luglio e agosto del 2014 promuove un tour di vari concerti presentando un progetto di musica elettronica dal titolo Joe Patti's experimental group. Il musicista sale sul palco armato di soli sintetizzatore, tastiera e pianoforte. La serie di eventi è prodromica all'uscita del relativo album che viene pubblicato il 16 settembre successivo, confermando un ritorno dell'artista alla musica sperimentale. Al tour estivo vengono aggiunte nuove date nei mesi di ottobre e novembre. Lo stesso anno realizza il documentario Attraversando il Bardo sul tema della morte nel buddhismo tibetano.
Durante una delle tappe successive, il 16 marzo 2015, al Teatro Petruzzelli di Bari, il cantautore rimane vittima di un incidente sul palco, cadendo dopo essere inciampato e procurandosi una frattura del femore, a pochi giorni dal compimento del suo settantesimo anno di età.
Il 6 novembre 2015 dà alle stampe una nuova raccolta dal titolo Anthology - Le nostre anime, con l'omonimo nuovo singolo trasmesso in radio dal 16 ottobre 2015.
Da febbraio ad aprile 2016 è impegnato con Alice nel tour di successo Battiato e Alice: trentadue date italiane quasi tutte sold out, con l'accompagnamento della Ensemble Symphony Orchestra. Lo spettacolo alterna momenti in cui i due artisti si esibiscono singolarmente a numerosi duetti (fra cui E ti vengo a cercare, Nomadi, I treni di Tozeur). Il tour viene riproposto a luglio e nell'autunno dello stesso anno viene pubblicato un cofanetto contenente DVD e CD dal titolo Live in Roma.
Sempre nel 2016 Battiato partecipa artisticamente alla creazione di un'opera letteraria e musicale (libro con CD) della formazione italiana degli Stenopeica (fondata da Martino Nicoletti e Roberto Passuti). Il volume, intitolato "Kathmandu: diario dal Kali Yuga" (Parigi, Le loup des steppes, 2016), rappresenta un tributo artistico alla splendida metropoli himalayana, lacerata tra una storia sacra lunga di millenni e l'aggressione della più feroce modernità. La creazione di quest'opera vede inoltre la partecipazione di Teresa De Sio e Giovanni Lindo Ferretti.
Il 17 settembre 2017 tiene il suo ultimo concerto al Teatro romano di Catania; le ultime quattro date del tour vengono annullate per motivi di salute.

### Il ritiro dalle scene e la morte (2019-2021)
(da Torneremo ancora, 2019)

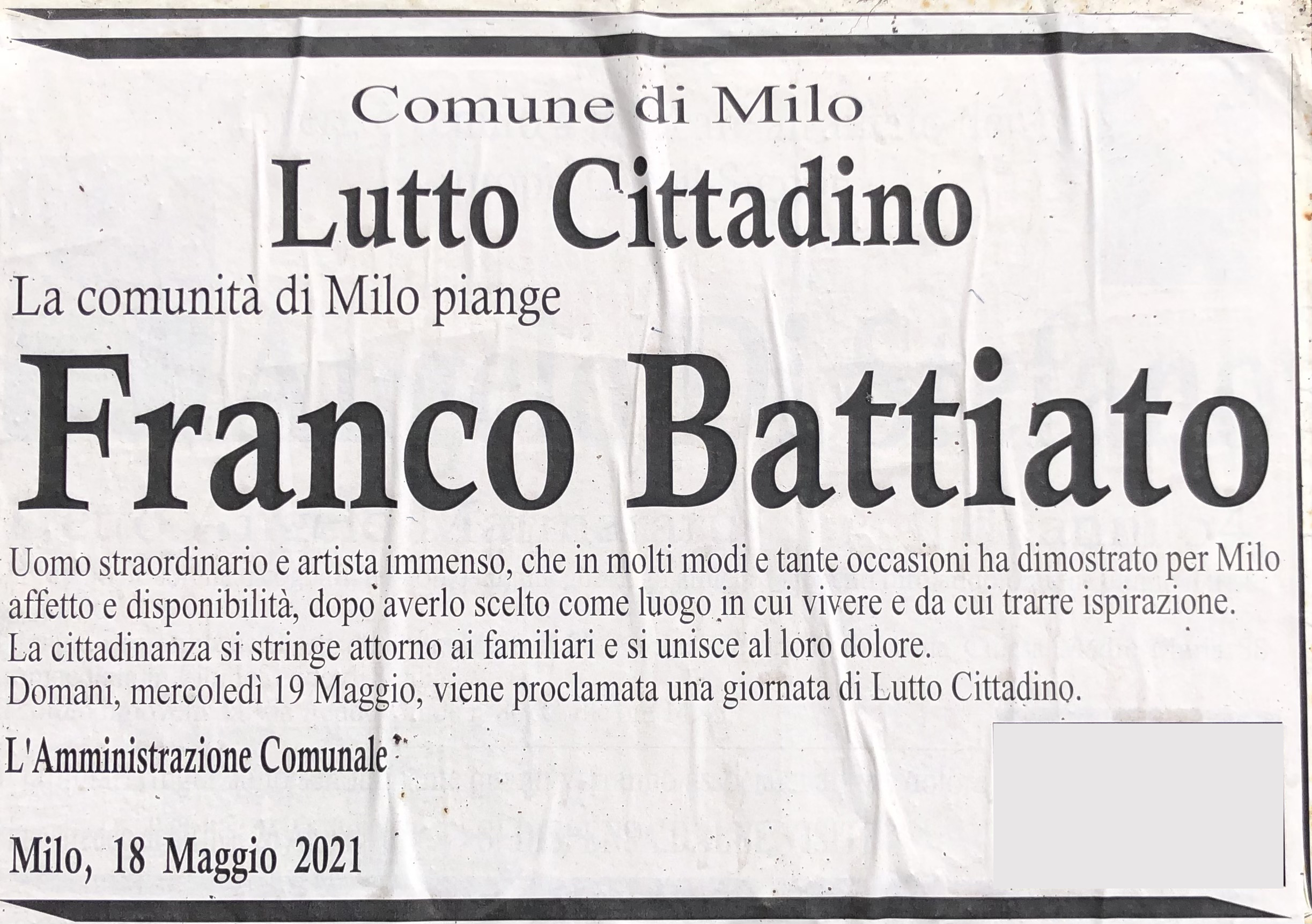
Necrologio di Franco Battiato a cura del comune di Milo

A fine agosto 2019 viene annunciata l'uscita dell'ultimo album prima del ritiro dalle scene, dal titolo Torneremo ancora, che segna il ritorno di Battiato alla Sony Music dopo quindici anni. Il lavoro, pubblicato il 18 ottobre 2019, consta di un'antologia di brani classici del cantautore in nuove versioni orchestrali eseguite con la Royal Philharmonic Concert Orchestra durante le prove di alcuni concerti del 2017 e di un brano inedito, Torneremo ancora, che dà il nome all'album. Il brano, che tratta il tema della reincarnazione e fa riferimento alla teoria di Gurdjieff della vita come un sonno, è frutto di una complessa opera di assemblaggio, la voce di Battiato è stata registrata due anni prima, nel 2017, mentre la musica che accompagna il brano è stata registrata nel maggio del 2019. L'album segna un ritorno alle origini e rappresenta una sorta di "testamento musicale" suggellato dall'inedito che, dalle parole del co-autore del brano, Juri Camisasca, "nasce dalla consapevolezza che tutti noi siamo esseri spirituali in cammino verso la liberazione. La trasmigrazione delle anime in transito verso la purificazione è l’idea di base che ispira questa canzone. I migranti di Ganden sono qui chiamati a rappresentare il percorso delle anime al termine della vita terrena e le vicissitudini che questa nostra esistenza comporta. Nel contesto del brano, la migrazione non va interpretata nell’ottica delle problematiche politiche. Migrante è ogni essere senziente chiamato a spostare la propria attenzione verso cieli nuovi e terre nuove, piani spirituali che sono dimore di molteplici stati di coscienza e che ogni essere raggiunge in base al proprio grado di evoluzione interiore".
Nell'ottobre del 2019 il manager Francesco Cattini, in occasione della promozione dell'ultimo album, annuncia il ritiro di Battiato dal mondo della musica.
Franco Battiato muore la mattina del 18 maggio 2021 nella sua casa di Praino di Milo, all'età di 76 anni per le conseguenze del mieloma multiplo che lo affliggeva; per molto tempo la famiglia aveva mantenuto il massimo riserbo sulle sue condizioni di salute. I funerali vengono celebrati il giorno seguente in forma strettamente privata nella cappella di Villa Grazia. Le esequie sono state celebrate da due sacerdoti, amici di Battiato: padre Guidalberto Bormolini, che ha vissuto da vicino gli ultimi anni di Battiato, ha presieduto la cerimonia a Milo, raccogliendo i suoi pensieri e confidenze fin dalla diagnosi della patologia, che dal novembre 2017, con la caduta in casa e la frattura di femore e bacino, seguita alla precedente caduta sul palco, ha determinato il definitivo ritiro dalle scene dell’artista siciliano; e padre Orazio Barbarino. Entrambi furono vicini al cantautore negli ultimi mesi di vita; don Barbarino ha dichiarato alla stampa che il musicista da tempo "combatteva con una malattia degenerativa che lo aveva costretto a parlare pochissimo". In un primo momento, le ceneri dell'artista avrebbero dovuto riposare nella villa di Milo; in seguito sono state tumulate nel cimitero di Riposto presso la cappella di famiglia.

## Pittura

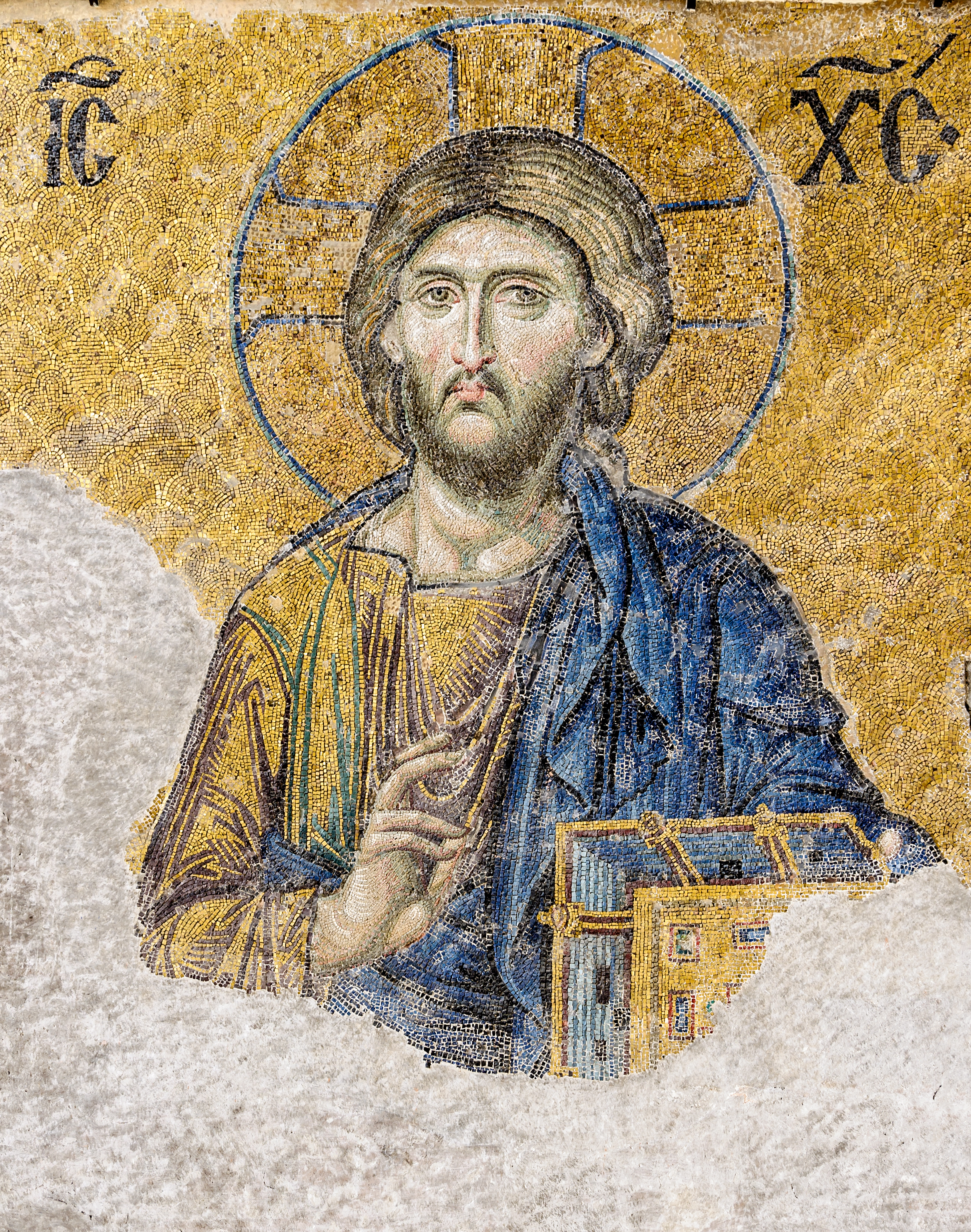
Un'immagine di Cristo nella Basilica di Santa Sofia, a Istanbul, tipico esempio di arte bizantina, alla quale Battiato si ispirò per i suoi dipinti.

Attorno al 1990 Battiato inizia a percorrere altri campi espressivi, avvicinandosi con diletto e curiosità al mondo del disegno e della pittura. Per l'artista catanese l'esprimersi tramite le arti figurative rappresenta un esperimento continuo di autoanalisi e miglioramento di sé. Battiato non ha mai amato definirsi ed essere definito un pittore, dicendo di essere invece un "uomo che dipinge", ed in un'intervista al quotidiano La Repubblica ha affermato: «Nella pittura vedo tutti i miei difetti, e mi interessa migliorare. Ne sono ingordo e non vedo l'ora di mettermi a lavorare». Dal 1993 l'attività pittorica lo porta ad organizzare mostre personali in Italia e nel mondo, spesso in grandi città quali Roma, Catania, Firenze, Stoccolma, Miami, Istanbul e Göteborg; una delle sue mostre è stata curata in collaborazione con l'artista e incisore Piero Guccione. In oltre vent'anni ha prodotto circa ottanta opere, firmandosi con lo pseudonimo di Süphan Barzani.
Nei lavori di Battiato, eseguiti su tele o tavole dorate, vengono usate soprattutto tecniche di pittura ad olio, impiegando terre e pigmenti duri. Le copertine e i libretti degli album Fleurs e Ferro battuto e dell'opera lirica Gilgamesh sono alcuni esempi di suoi dipinti. Battiato dipinge per lo più figure iconiche, come Sufi e Dervisci che pregano, oppure volti di persone comuni, solitamente amici dell'artista. I critici hanno spesso parlato, a proposito della pittura di Battiato, di una reinterpretazione dell'arte bizantina, passando per i primitivi toscani del XIII e XVI secolo. A questo proposito il musicista afferma: «Che poi si ravvisino coincidenze stilistiche, strutturali o compositive tra queste tipologie di opere e i miei dipinti non deve sorprendere: io sono legato, com'è palese anche nel mio lavoro di musicista, ad un'estetica archetipica».

### Giudizi critici
(Gesualdo Bufalino)
(Gabriele Mandel)

## Cinema

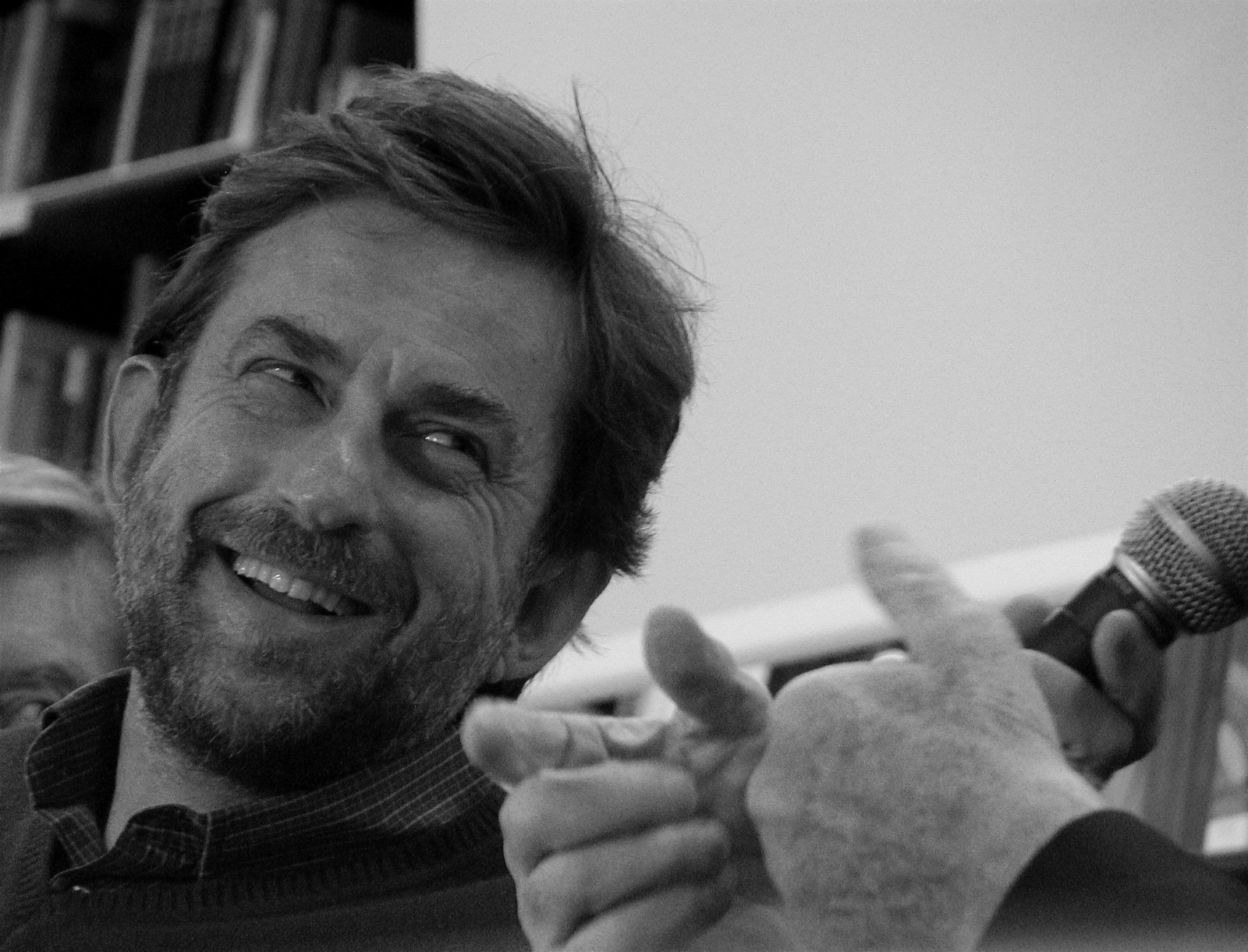
Il regista Nanni Moretti, negli anni ottanta, ha spesso utilizzato canzoni di Battiato come colonna sonora dei suoi film.

Dopo un'unica esperienza come attore teatrale nella pièce Molto rumore per nulla di William Shakespeare, nel 1973 appare non accreditato (e doppiato) come attore nel film di Corrado Farina Baba Yaga, interpretato da Carroll Baker. La scena principale in cui compare è quella dell'happening al cimitero, quasi completamente eliminata nella versione uscita nelle sale italiane (recuperata nell'edizione in DVD edita dalla Blue Underground).
Negli anni, compone diverse colonne sonore, collaborando in primis col veronese Giacomo Battiato (con il quale non è imparentato pur avendo lo stesso cognome) nel film Una vita scellerata (1990), imperniato sulla figura di Benvenuto Cellini, e quindi con il conterraneo Pasquale Scimeca, firmando le musiche del film Il giorno di San Sebastiano (1994). Alcuni suoi brani vengono utilizzati da Antonello Aglioti nel film Il giardino dei ciliegi (1992), dove l'attrice Marisa Berenson esegue Luna indiana, e soprattutto dal cineasta Nanni Moretti, che lo cita esplicitamente in Bianca (1983, con il brano Scalo a Grado), La messa è finita (1985, con il brano I treni di Tozeur), Palombella rossa (1989, con il brano E ti vengo a cercare) e Il sol dell'avvenire (2023, con il brano Voglio vederti danzare). Nel 2006 il regista Alfonso Cuarón utilizza la canzone Ruby Tuesday dei Rolling Stones nella versione promossa dall'artista per la colonna sonora del film I figli degli uomini (Children of Men). A tal proposito il cineasta messicano afferma: «Battiato mi provoca una emozione profondissima. Credo che la sua interpretazione sia più bella di quella dei Rolling Stones». Collabora inoltre a numerosi film dell'amica Elisabetta Sgarbi, tra cui Deserto Rosa nel 2009.

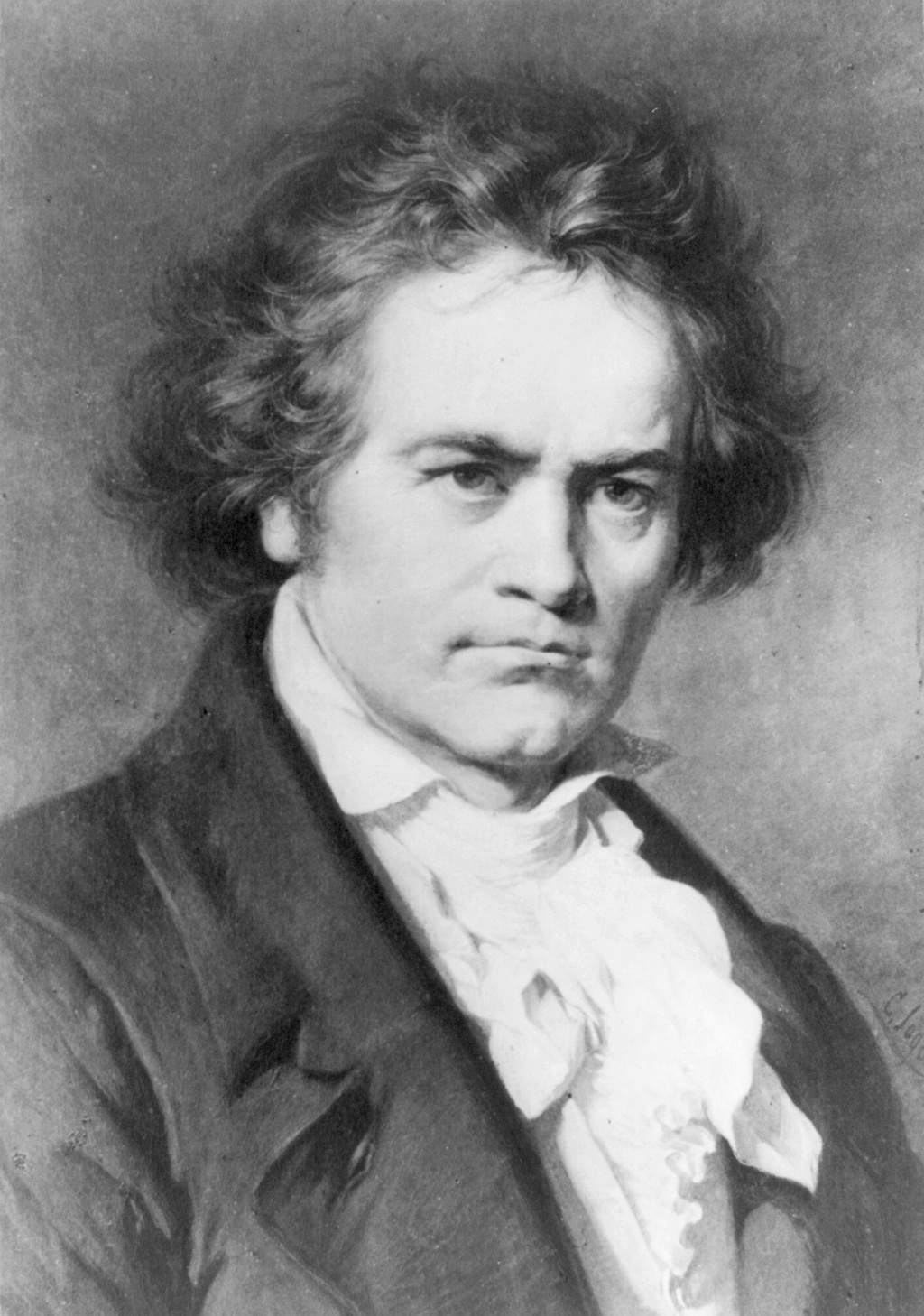
Un ritratto di Beethoven, a cui Battiato ha dedicato il suo secondo film dal titolo Musikanten.

Le sue aspirazioni di regia iniziano già nel 1979, quando comincia a dirigere tutti i suoi videoclip, raccolti in gran parte nella VHS Dal cinghiale al cammello (1992) e ristampata in DVD con il titolo Dal cinghiale al cammello - The Video Collection (2004). Nel 2003 scrive, dirige e sceglie le musiche per il suo primo film a soggetto: Perdutoamor, in larga parte autobiografico, con il quale si aggiudica il Nastro d'argento come miglior regista esordiente. Al film prendono parte molti amici e colleghi del cantante tra i quali: Alberto Radius, Morgan, Francesco De Gregori e Giovanni Lindo Ferretti. Nel 2005 presenta alla 62ª Mostra del cinema di Venezia il suo secondo film, dal titolo Musikanten (distribuito in maniera precaria nel marzo del 2006). La pellicola è imperniata sugli ultimi quattro anni di vita di Ludwig van Beethoven, interpretato da Alejandro Jodorowsky.
Nel giugno precedente, alla Mostra internazionale del Nuovo Cinema di Pesaro, annuncia il suo terzo film, sempre scritto con Manlio Sgalambro: Niente è come sembra, interpretato da Giulio Brogi e che vede la partecipazione straordinaria di Sonia Bergamasco ed Alejandro Jodorowsky. Il film, dopo essere stato presentato nel 2007 al Festival internazionale del film di Roma, esce direttamente in DVD il 31 ottobre dello stesso anno insieme al libro In fondo sono contento di aver fatto la mia conoscenza. Nel 2007 firma la regia del docufilm dedicato alla vita e all'opera di Giuni Russo per il titolo La Sua figura.
Nel 2010 viene presentato il lungo docufilm Auguri Don Gesualdo, prodotto da Fabio Bagnasco e Massimiliano Pollina, dalla Regione Siciliana per Kasba Comunicazioni, ed incentrato sulla vita dell'intellettuale isolano Gesualdo Bufalino. Battiato ha promosso il nuovo lavoro presentando un ciclo di conferenze dedicate alla figura di Bufalino, tutte coadiuvate dall'uscita speciale di varie anteprime. Dopo aver annunciato l'uscita del film Viaggio nel regno del ritorno, sulle vicende biografiche di Handel e Scarlatti, che tuttavia non verrà mai realizzato, nel 2014 gira Attraversando il Bardo, prodotto da Fabio Bagnasco per L'Ottava, documentario dedicato al tema della morte nelle diverse tradizioni spirituali d'Oriente e d'Occidente. È rimasto incompiuto un ultimo progetto di docufilm, secondo quanto di recente dichiarato dal produttore Fabio Bagnasco, dal titolo "Vedere nel non Vedere", un viaggio nella spiritualità cristiana dei primi millenni. Battiato in merito alla sua passione cinematografica ha dichiarato:«Da ragazzo abitavo in una casa la cui terrazza era la tribuna naturale di un cinema all'aperto e, per sette anni d'estate, vedendoli o solo ascoltandoli, ho centrifugato centinaia di film di tutti i tipi. Ho imparato così, quasi senza accorgermene, a gustare il linguaggio del cinema in tutte le sue espressioni».
Nel 2017 compare nella colonna sonora del film Chiamami col tuo nome di Luca Guadagnino col brano Radio Varsavia; nel 2018 in Benedetta follia di Carlo Verdone con La stagione dell'amore.

## Politica
Franco Battiato non ha mai voluto unire l'attività musicale con quella politica, affermando più volte che l'artista non deve essere necessariamente "un artista impegnato", tanto meno "politicizzato". Nel 1976, tuttavia, si candidò nelle prime liste del partito Radicale, senza venire eletto. Nel 1987 concesse un'intervista al periodico missino La Contea. Mensile di politica e culturale, in cui avrebbe confidato all'intervistatore di essere un lettore ed estimatore di Julius Evola e Mircea Eliade.
Negli anni ha espresso alcune preferenze politiche attraverso dichiarazioni rilasciate su giornali e televisioni. Il 20 maggio 2005, a titolo di esempio, sul Corriere della Sera, in occasione delle elezioni comunali di Catania, esprime la sua intenzione di votare a favore di Enzo Bianco, il candidato di centro-sinistra sfidante di Umberto Scapagnini, sindaco uscente e controverso medico personale di Silvio Berlusconi, dichiarando: «Se vince Scapagnini me ne vado da Catania» (la tornata elettorale vedrà effettivamente la vittoria di Scapagnini contro Bianco). Poco tempo prima si era invece esibito alla festa di Alleanza Nazionale alla palazzina Liberty di Milano.
Della vicenda si occupa anche il Secolo d'Italia, giornale ufficiale di Alleanza Nazionale, che scrive di ritenere il cantautore vicino alle posizioni del partito, dichiarazioni a cui Battiato replica: «Io di destra? Ma se non sono mai stato di destra in vita mia». Nell'ottobre dello stesso anno, in un'altra intervista al Corriere, esprime un giudizio su Silvio Berlusconi: «Già le sue TV erano un segno premonitore del disprezzo per la serietà di essere artisti» e ancora prima: «Qualcuno si è inventato la storia per cui sarei di destra, non è vero. Se uno legge bene le mie cose sa da tempo che sono un proletario dello spirito. Sono sempre stato vicino a una certa sinistra; non certo quella sovietica; la sinistra dei diritti e delle libertà». In occasione del suo sessantunesimo compleanno, il 23 marzo 2006, in un'intervista a Radio Radicale annuncia il suo voto per la lista Rosa nel Pugno in vista delle elezioni politiche del 9 e 10 aprile seguenti. In occasione delle elezioni europee del 2009 dichiara il suo appoggio alla Lista Emma Bonino.
Nell'ottobre 2010, intervistato da Lilli Gruber, Battiato afferma: «Non sono né di destra né di sinistra, sto in alto. E sono per l'essere umano e per gli esseri umani. Che mi piacciono, attenzione». Nella stessa intervista afferma di aver votato per Pier Luigi Bersani alle primarie del Partito Democratico, aggiungendo però che se avesse potuto votare di nuovo sosterrebbe invece Nichi Vendola.

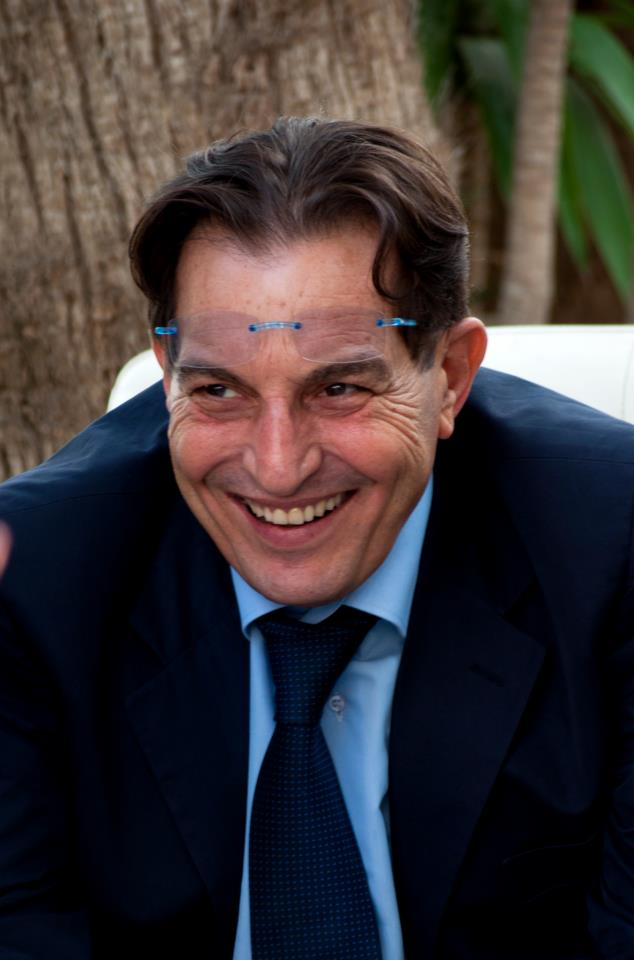
Rosario Crocetta, Presidente della Regione Siciliana sotto il cui mandato Battiato ha ricoperto l'incarico di Assessore al Turismo, revocatogli dopo pochi mesi.

Il 6 novembre 2012, a seguito della vittoria alle elezioni regionali in Sicilia del candidato del centro-sinistra Rosario Crocetta, in una conferenza stampa, annuncia la sua disponibilità a far parte della giunta regionale della Sicilia. Viene nominato lo stesso giorno Assessore regionale al Turismo, allo Sport e allo Spettacolo, precisando che avrebbe rinunciato al relativo compenso. Giorni prima, ospite del programma Otto e mezzo, aveva già confermato il suo ingresso in politica affermando che alle nuove primarie del centro-sinistra avrebbe votato per Bersani ed auspicando la riconferma di Barack Obama alla presidenza degli Stati Uniti d'America in vista delle elezioni presidenziali del 6 novembre 2012.
L'esperienza di Battiato come assessore dura pochi mesi. Il 26 marzo 2013 al Parlamento europeo rilascia le seguenti parole: «Queste troie che si trovano in Parlamento farebbero qualsiasi cosa. È una cosa inaccettabile, sarebbe meglio che aprissero un casino». L'intervento desta molte polemiche e scatena l'indignazione della Presidente della Camera dei deputati Laura Boldrini. Il giorno seguente Crocetta gli revoca l'incarico in giunta, insieme a quello del fisico Antonino Zichichi, assessore ai Beni culturali, ufficialmente per le troppe assenze dei due nominando al suo posto la segretaria Michela Stancheris. Battiato, durante una puntata di Servizio pubblico, ha affermato di essere stato male interpretato, sostenendo che le frasi pronunciate non avessero affatto una matrice misogina: «È un'espressione simbolica, fatta per esprimere una corruzione dilagante. Potere pubblico e privato si mischiano a vantaggio del secondo: “Ci sono parlamentari che hanno accettato denaro per votare decreti e leggi dannose per il paese: questi devono essere espulsi».
In merito, intervistato sempre dalla Gruber nel 2015 con la presenza di Marco Travaglio, afferma:
(Franco Battiato, 2015)
Nel caleidoscopico canzoniere di Battiato si ritrovano comunque tematiche di natura sociale e politica: basti pensare ai testi di canzoni quali Bandiera bianca, Povera Patria, Radio Varsavia, Up Patriots to Arms, Lettera al governatore della Libia, Ermeneutica, I'm That, Inneres Auge e 23 coppie di cromosomi.

## Stile musicale
La musica di Battiato ha spesso guardato in direzione della canzone d'autore e del pop: due generi che ha rivisitato in maniera colta e raffinata contaminandoli con stili musicali sempre diversi fra cui la musica orchestrale, il rock progressivo, la musica etnica, la new wave e quella elettronica. I suoi testi, inusuali e di carattere citazionista, sono spesso dolenti e pieni di riferimenti polemici alla società dei consumi e alla classe politica italiana. Altri temi cari all'artista sono la filosofia, l'esoterismo e il misticismo.
Tuttavia, i primissimi album della sua discografia sono caratterizzati da un "sound" progressivo e sperimentale che spazia dall'elettronica di Fetus (gennaio 1972) al sound rumorista di Pollution (gennaio 1973) fino al minimalismo alla Terry Riley di Sulle corde di Aries (1973). Successivamente, Battiato rinuncia al formato canzone abbracciando l'avanguardia contemporanea giocata sul collage e sull'improvvisazione dell'organo o del pianoforte: segni di un forte interesse da parte dell'artista nei confronti di Karlheinz Stockhausen e John Cage. La fase sperimentale terminerà alla fine degli anni settanta, ma Battiato ritornerà occasionalmente su questi passi come confermano i futuri Campi magnetici (2000) e Joe Patti's Experimental Group (2014).
Si è cimentato poi in un pop con forti allusioni alla musica colta e a quella etnica come conferma L'era del cinghiale bianco (1979), reputato uno degli album di musica italiana più innovativi del periodo per i suoi riferimenti classicheggianti e gli arrangiamenti esotici. Ad esso segue Patriots (1980), che anticipa le sonorità new wave che caratterizzarono il decennio. La title track è una canzone che si dimostra molto vicina anche alla situazione politica dell'epoca, con riferimento anche alle categorie borghesia-proletariato allora imperanti nella cultura italiana. Diverso è il successivo La voce del padrone (1981), più accessibile e con riferimenti espliciti al punk e alla new wave. Da annoverare l'uso atipico del Coro dei Madrigalisti di Milano, che danno un tocco zappiano ad un paio di pezzi. Il brano più significativo del disco è però rappresentato da Gli uccelli, composizione di reminiscenze classicheggianti, unite ad un suono elettronico che costituisce lo "Zeitgeist" di quegli anni. L'arca di Noè (1982) ricalca la formula del disco precedente e introduce per la prima volta il campionatore mentre il successivo Orizzonti perduti è più intimista e lontano dalle sonorità commerciali dei due precedenti album.
Nel seguente Mondi lontanissimi (1985) si anticipano i futuri interessi dell'autore nei confronti della musica orchestrale, ribaditi sull'orientaleggiante e mistico Fisiognomica, che fa uso, per la prima volta, di «melodie ricercatissime e per niente mirate al facile ascolto», così come in alcune opere liriche inaugurate con Genesi (1987).
Dagli anni novanta si intensifica la ricerca del cantautore verso nuove direzioni e la rilettura colta di brani classici (è il caso di Come un cammello in una grondaia). Battiato rivela poi anche un notevole interesse per la world music in Caffè de la Paix (1993), che include strumenti quali il tabla, il sarod e il tampura. Nel 1995 inizia l'importante collaborazione con il filosofo Manlio Sgalambro, che da quel momento in poi curerà i testi. Libero dall'incombenza dei testi, Battiato può quindi sperimentare musicalmente: il rock de L'imboscata (1996) e Gommalacca (1998), più vicino al drum and bass allora imperante, introducono le chitarre elettriche. Questi sono presenti anche su Ferro battuto (2001). I riferimenti alla musica orientale sono invece caratteristici di Dieci stratagemmi (2004).

## Vita privata
Battiato era noto anche per essere estremamente riservato e non aver mai amato la vita mondana, preferendo la sua residenza di Milo, alle pendici dell'Etna, dove tra l'altro ha avuto come vicino di casa per molti anni il collega Lucio Dalla. Suo fratello Michele è stato consigliere comunale a Milano per il Partito Repubblicano Italiano.
Battiato era credente, ma non si identificava in una religione in particolare, sebbene il quotidiano Il Messaggero abbia sostenuto la bufala che nel 2000 si fosse convertito all'Islamismo. Secondo altre fonti fu invece molto vicino al Cristianesimo nei suoi ultimi anni di vita. Il suo funerale fu celebrato in forma privata da due sacerdoti cattolici suoi amici. Fu in ogni caso profondamente interessato alla mistica e alla spiritualità e la sua ricerca spaziò tra cristianesimo, sufismo, ebraismo, buddhismo, induismo ed esoterismo nelle loro varie forme, riflettendosi profondamente nelle sue opere. Era inoltre un vegetariano convinto.

## Collaborazioni

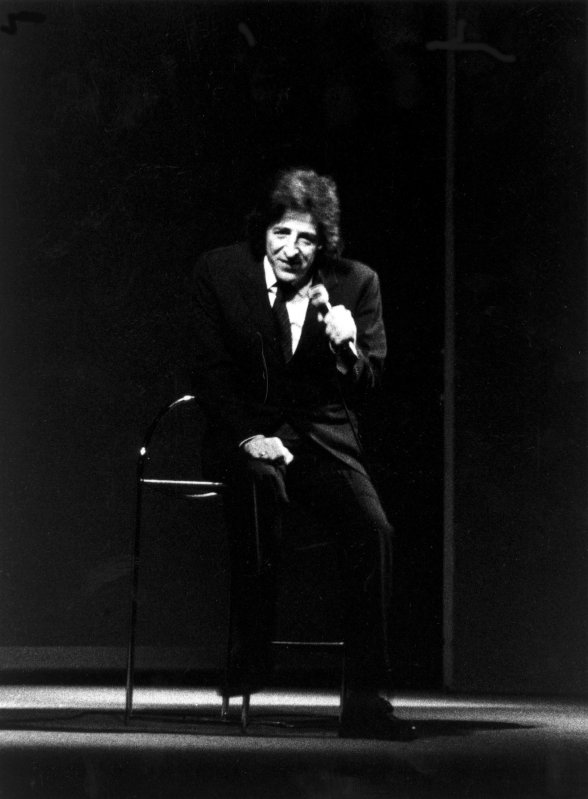
Giorgio Gaber, uno dei 'pigmalioni' di Battiato, con cui collaborò più volte.

- Una delle prime collaborazioni è quella con Donatella Moretti, per cui scrive la canzone La filovia, inclusa nel suo album Conto terzi del 1972.
- Scoperto e lanciato, fra gli altri, da Giorgio Gaber, collabora con quest'ultimo varie volte. Di rilievo il suo apporto nella direzione musicale dello spettacolo Polli di allevamento, portato in scena dall'artista milanese nella stagione teatrale 1978-1979.
- Nel 1979 scrive assieme a Giusto Pio e Alfredo Cohen le canzoni Roma e Valery cantate da Cohen.
- Determinante è il suo contributo al lancio di Alice, che vince il Festival di Sanremo 1981 con Per Elisa (scritta con la stessa e Giusto Pio) e per la quale firma numerosi altri successi, a partire da Il vento caldo dell'estate (1980), Messaggio (1982), Chan-son egocentrique (1983) e I treni di Tozeur (1984), collaborando agli arrangiamenti di ben due album (Capo Nord e Alice tra il 1980 e il 1981). Nel 2002 tornano a duettare insieme nel brano Come un sigillo, unico inedito dell'album di cover Fleurs 3. Nel 2012 scrive per la cantante un nuovo brano, facente parte dell'album Samsara, dal titolo Eri con me e, nel 2014, Veleni, dall'album Weekend.
- Con Giuni Russo realizza l'album Energie (1981), scritto e arrangiato assieme al violinista Giusto Pio. Il successo commerciale del duo Russo-Battiato, avverrà l'anno seguente con l'uscita del singolo Un'estate al mare, vincitore del Festivalbar del 1982. Nel novembre del 1988, con la propria etichetta discografica L'Ottava, pubblica il nuovo album di Giuni Russo, A casa di Ida Rubinstein, oltre a partecipare ai cori del brano La zingara di Gaetano Donizetti. Il cantautore continuerà a collaborare con l'artista siciliana fino alla sua prematura scomparsa, avvenuta nel settembre del 2004, firmando l'arrangiamento del suo testamento musicale, dal titolo Morirò d'amore con la quale partecipa al Festival di Sanremo 2003.
- Non va certo trascurata la decisiva collaborazione agli arrangiamenti del musicista Giusto Pio, un ex violinista dell'orchestra sinfonica della Rai, che realizza in proprio alcuni album strumentali prodotti dallo stesso Battiato, cogliendo un buon successo con Legione straniera (1982).
- Con la versatile Milva realizza due album di grande fascino: Milva e dintorni (1982) e Svegliando l'amante che dorme (1989), conosciuto anche con il titolo Una storia inventata. Inoltre nel 2011 è produttore, sempre per Milva, del suo ultimo disco (prima del ritiro ufficiale dell'interprete) dal titolo Non conosco nessun Patrizio.
- Altri artisti che hanno interpretato canzoni di Franco Battiato sotto la sua diretta supervisione sono stati Juri Camisasca, Sibilla (partecipazione al Festival di Sanremo 1983 con Oppio), Farida e Michele Pecora con il brano Dormirai canterai ballerò.
- Nel 1992 collabora all'album L'amore nuovo del cantautore catanese Vincenzo Spampinato, cantando più strofe nella relativa title track
- Nel 1996 collabora con i Consorzio Suonatori Indipendenti nell'album Linea Gotica. Nell'occasione la band incide una cover della sua E ti vengo a cercare, dove compare la voce dello stesso cantautore.
- Sempre nel 1996 interpreta il brano Generazioni, nell'album dell'amico Roberto Cacciapaglia Tra cielo e terra.
- Nel 1998 propone a Ginevra Di Marco (ex dei PGR nonché dei CSI) di collaborare all'album Gommalacca, cantando la canzone Vite parallele (che Battiato presenterà anche al Festival di Sanremo 1999).
- Nello stesso anno scrive per Patty Pravo Emma Bovary, contenuta nell'album Notti, guai e libertà.
- Nel 1999 produce il disco dell'amico Juri Camisasca dal titolo Arcano enigma, con la collaborazione di Morgan e Bluvertigo.
- Nello stesso anno mette a disposizione la sua voce per due brani dell'album Zero - ovvero la famosa nevicata dell'85 dei Bluvertigo: Punto di non arrivo e Sovrappensiero.
- Sempre nel 1999 interpreta il brano Finnegan's Wake (dal titolo della celebre opera sperimentale di James Joyce) insieme a Pippo Pollina, col quale appare anche nell'omonimo videoclip e canta il pezzo Il vento dell'est, contenuto nell'album Tandem (Ricky Gianco & ...), un lavoro di duetti curato da Ricky Gianco.
- Nel 2000 collabora all'album L'infinitamente piccolo di Angelo Branduardi con il brano Il sultano di Babilonia e la prostituta.
- Duetta, sempre nel 2000, nel pezzo L'astronauta di Federico Stragà.
- Nel 2001 collabora all'ultimo album di Francesco De Gregori, curando gli arrangiamenti della canzone Il cuoco di Salò.
- Sempre nel 2001, appare con il gruppo dei Bluvertigo, nel video L'assenzio. Partecipa, poi, con gli amici Saro Cosentino e Morgan all'album-tributo per Robert Wyatt, The Different You, col brano Alifib.
- Nel 2002 partecipa all'album Wish You Were India del gruppo Govinda, cantando nel brano Yasomati.
- Interviene nel brano La consuetudine, pezzo dell'album omonimo dell'amico Luca Madonia.
- Nel 2003 avviene la collaborazione con Tony Esposito nell'album Viaggio tribale, in cui canta il pezzo For me, scritto assieme allo stesso Esposito.
- Nel 2004 collabora nell'album benefico a favore dell'infanzia Sette veli intorno al re e interviene, assieme a Michele Fedrigotti, Ares Tavolazzi e Carlo Sinigaglia, nel brano Ninna Nanna del Violino recitando "ieraticamente" dei fonemi in sanscrito.
- Nel medesimo anno lavora nuovamente con un ex-membro dei CSI, Gianni Maroccolo, nel pezzo Night and storms.
- Un'altra collaborazione arriva con il gruppo pugliese Folkabbestia, nell'album 25-60-38. Breve saggio sulla canzone italiana del 2006, dove reinterpreta L'avvelenata di Francesco Guccini, in un risultato a metà fra combat folk e lo stile d'avanguardia di Battiato.
- Presta la propria voce, pesantemente filtrata e resa quasi spettrale, per il brano Sento che sta per succedermi qualcosa, contenuto nell'album Toilette memoria di Moltheni.

Franco Battiato e Giusto Pio, nel 1988

- Il 22 giugno 2007 esce l'album di Ivan Segreto a cui Franco Battiato collabora duettando nel pezzo Ampia.
- Nel novembre 2008 collabora al brano Il tempo stesso con Tiziano Ferro, canzone presente nell'album di quest'ultimo Alla mia età.
- Nel 2008 scrive, assieme a Manlio Sgalambro, e canta con Fiorella Mannoia il pezzo: Il movimento del dare, dell'album omonimo della cantante romana.
- Sempre nel 2008 collabora con Mango nell'album Acchiappanuvole, in una cover de La stagione dell'amore.
- Ancora nel 2008 canta nel brano Corro con te, duetto tratto dall'album Il fiore splendente dell'artista, conterranea di Battiato, Etta Scollo.
- Torna a cantare con Luca Madonia nell'album Parole contro parole: il pezzo reca il titolo Quello che non so di te.
- Partecipa a scopo benefico (nella raccolta fondi per l'Abruzzo colpito dal terremoto), all'incisione del brano Domani 21/04.2009, insieme ad altri cinquantasei artisti italiani, riunitisi per l'occasione in un gruppo battezzato Artisti uniti per l'Abruzzo.
- Nel 2009 presenta il brano Tutto l'universo obbedisce all'amore, in duetto con Carmen Consoli; ancora con la cantautrice è coautore e cointerprete del pezzo Marie ti amiamo, inserito nell'album Elettra.
- Sempre nello stesso anno, è presente nel disco di Claudio Baglioni Q.P.G.A., nella canzone Sembra il primo giorno.
- Giunge poi la collaborazione con Mario Venuti, duettando nel pezzo Spleen #132, contenuto nell'album Recidivo.
- Nel 2010 interviene nel brano Qualsiasi spinta del cantautore Lorenzo Palmeri, tratto dal suo album d'esordio Preparativi per la pioggia.
- Sempre nel 2010 collabora con Martino Nicoletti e Roberto Passuti nella creazione di un brano musicale dedicato a un testo liturgico tibetano (La risata delle Dakini). Battiato interpreterà il testo e il brano apparirà come allegato al volume di Martino Nicoletti, Nomadi dell'invisibile (Roma 2010).
- Realizza e produce ConFusione, album contenente 10 remix di canzoni dei PGR, da lui stesso eseguiti con il consenso della band.
- Collabora con Francesco Renga nel suo album Un giorno bellissimo, duettando nel brano La strada.
- Sempre nel 2010, collabora con il gruppo messinese degli Isola, prestando la sua voce ed arrangiando il brano Selinunte, che apre il loro quarto lavoro Porta d'Oriente.
- Ancora nel 2010, duetta con Pino Daniele nel pezzo Chi tene 'o mare, nell'album Boogie Boogie Man del cantautore partenopeo.
- Partecipa al Festival di Sanremo 2011 supportando l'amico Luca Madonia, nel brano L'alieno, che raggiunge il quinto posto, nella classifica finale.[160]
- Il 29 marzo 2011 viene pubblicato il progetto postumo dell'amica Giuni Russo, A casa di Ida Rubinstein 2011, un cofanetto distribuito dalla Edel Music, contenente il sample del brano Le crépuscule, cantato con lo stesso Battiato. Il DVD, contiene un Official Bootleg Video del concerto, tenuto da Giuni Russo, al Teatro Manzoni di Monza il 10 luglio 1991.

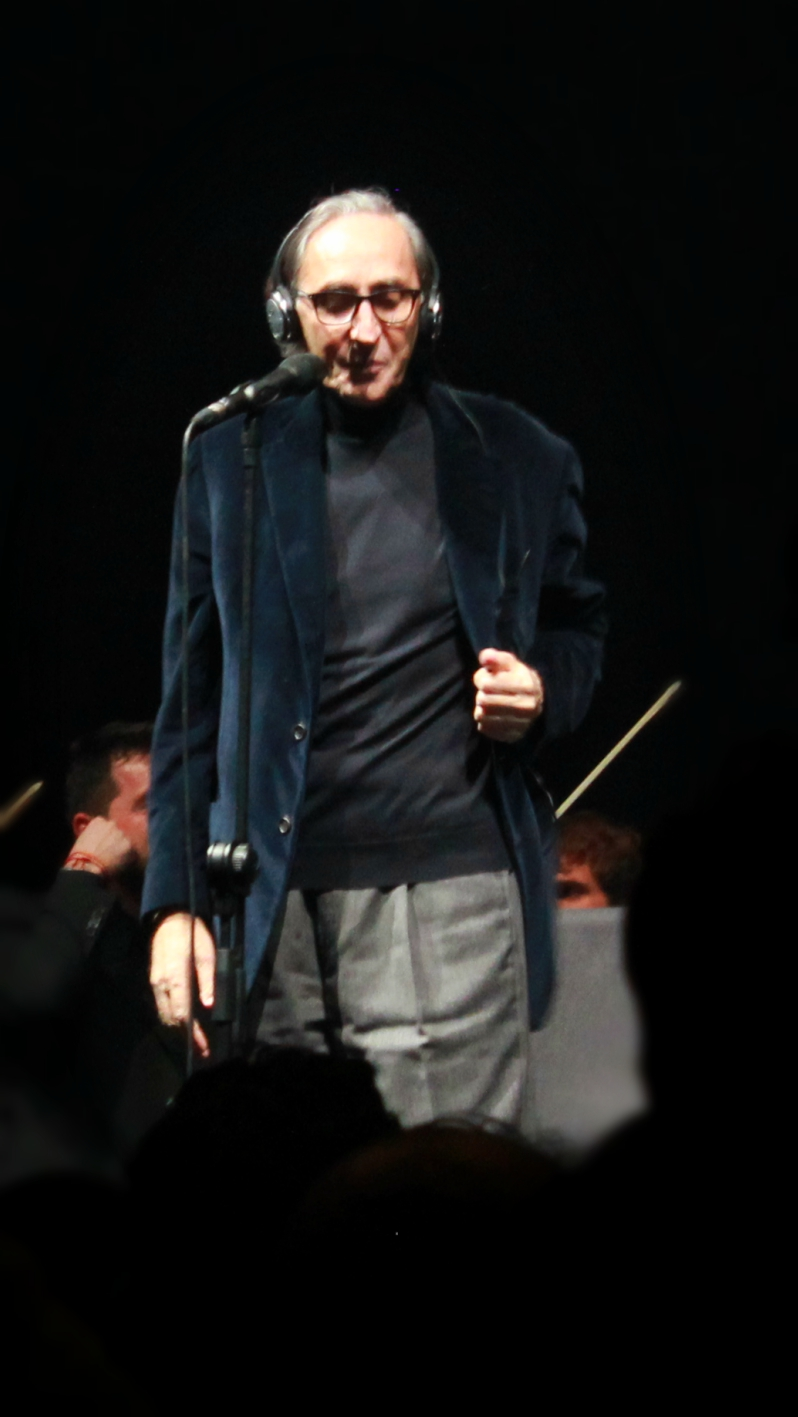
Franco Battiato in concerto a Perugia nel 2016

- Franco Battiato in concerto a Perugia nel 2016Sempre nel 2011 collabora con Edoardo De Angelis nel brano Spasimo, contenuto nell'album del cantautore romano Sale di Sicilia, insieme ad Andrea Camilleri.
- Nel 2011 partecipa nel brano Agnus Dei composto da Michele Lobaccaro dei Radiodervish duettando con il cantante di origini palestinesi Nabil Salameh
- Sempre nel 2011 duetta con Cinzia Fontana in Svegliami domani, incluso nel suo album Il senso del respiro.
- Partecipa alla cover di Up patriots to arms che il gruppo dei Subsonica inserisce nella nuova edizione del loro fortunato album Eden.
- Giunge, poi, il cameo vocale nel brano Cosa ti aspetti da questa notte della sofisticata band padovana Versus.
- Presta la sua voce, per un duetto virtuale, nel brano Anime salve dell'album postumo, Sogno nº 1 di Fabrizio De André. un progetto che vede coinvolta la London Symphony Orchestra di Geoff Westley, la quale rielabora alcuni classici del compianto cantautore genovese.
- Collabora nell'album Facciamo finta che sia vero di Adriano Celentano. Interpreta con il Molleggiato il brano che dà il titolo all'album, musicato da Nicola Piovani. Inoltre presta la sua voce, insieme a quelle di Jovanotti e Giuliano Sangiorgi, in un altro pezzo del disco, Non so più cosa fare.
- Partecipa assieme ad altri artisti come Lucio Dalla, Ivano Fossati, Fiorella Mannoia, Massimo Ranieri, Gianni Morandi e tanti altri ad una campagna benefica per il sostegno alla donazione degli organi. Il progetto ideato da Roberto e Marinella Ferri vede la pubblicazione di un disco dal titolo Ti amo anche se non so chi sei, contenente 12 tracce, il cui ricavato viene devoluto alla ricerca delle malattie epatiche. Nell'occasione la voce di Battiato compare nelle canzoni Come è profondo il mare di Dalla e Anime Salve di De André.[161]
- Nel 2012 collabora nell'album Black tarantella di Enzo Avitabile, interpretando la canzone No è no.
- Sempre nel 2012 collabora con la formazione musicale italiana degli Stenopeica, nella creazione di un CD intitolato Kathmandu: Eclissi delle due lune. Al CD collaborano anche Teresa De Sio e Giovanni Lindo Ferretti.
- Nel 2013 collabora con Nathalie nell'album Anima di vento, duettando nel brano L'Essenza.
- Sempre nel 2013 duetta con Luca Carboni nel brano Silvia lo sai contenuta nel disco Fisico e politico.
- Nello stesso anno, un suo inedito, intitolato Devo, è affidato a Fabio Cinti il quale lo pubblica nel suo album Madame Ugo.
- Ancora nel 2013 è interprete unico del film documentario Temporary Road. (una) Vita di Franco Battiato, diretto da Giuseppe Pollicelli e Mario Tani. Il 29 novembre 2013 il lungometraggio è stato presentato fuori concorso, alla presenza degli autori e dello stesso Battiato, nella sezione “Festa Mobile” del Torino Film Festival ed è stato distribuito nelle sale cinematografiche italiane, in un'unica data, l'11 dicembre 2013.
- Nel 2014 presenzia al nuovo lavoro della band italiana Marta sui Tubi, cantando alcune strofe del singolo di lancio Salva Gente.
- Nel 2014, nuova collaborazione con Mario Venuti, duettando nel pezzo I capolavori di Beethoven, contenuto nell'album Il tramonto dell'Occidente.
- Nel 2016, collabora con la formazione musicale italiana degli Stenopeica (fondata da Martino Nicoletti e Roberto Passuti), nella creazione del volume con CD Kathmandu: Diario del Kali Yuga. All'opera collaborano anche Teresa De Sio e Giovanni Lindo Ferretti.

## Discografia
Album in studio
- 1972 – Fetus (Bla Bla)
- 1973 – Pollution (Bla Bla)
- 1973 – Sulle corde di Aries (Bla Bla)
- 1974 – Clic (Bla Bla)
- 1975 – M.elle le "Gladiator" (Bla Bla)
- 1977 – Battiato (Dischi Ricordi)
- 1978 – Juke Box (Dischi Ricordi)
- 1978 – L'Egitto prima delle sabbie (Dischi Ricordi)
- 1979 – L'era del cinghiale bianco (EMI Italiana)
- 1980 – Patriots (EMI Italiana)
- 1981 – La voce del padrone (EMI Italiana)
- 1982 – L'arca di Noè (EMI Italiana)
- 1983 – Orizzonti perduti (EMI Italiana)
- 1985 – Mondi lontanissimi (EMI Italiana)
- 1988 – Fisiognomica (EMI Italiana)
- 1991 – Come un cammello in una grondaia (EMI Italiana)
- 1993 – Caffè de la Paix (EMI Italiana)
- 1995 – L'ombrello e la macchina da cucire (EMI Italiana)
- 1996 – L'imboscata (Mercury Records)
- 1998 – Gommalacca (Mercury Records)
- 1999 – Fleurs (cover + inediti) (Mercury Records)
- 2000 – Campi magnetici (Sony Classical)
- 2001 – Ferro battuto (Sony Music)
- 2002 – Fleurs 3 (cover + inedito) (Sony Music)
- 2004 – Dieci stratagemmi (Sony Music)
- 2007 – Il vuoto (Universal Music)
- 2008 – Fleurs 2 (cover + inedito) (Universal Music)
- 2009 – Inneres Auge (nuove versioni + cover + inediti) (Universal Music)
- 2012 – Apriti sesamo (Universal Music)
- 2014 – Joe Patti's experimental group (Universal Music)
- 2019 – Torneremo ancora (con la Royal Philharmonic Orchestra, nuove versioni + inedito) (Sony Music)

## Opere colte
- Genesi – prima rappresentazione: Parma, Teatro Regio, 26 aprile 1987
- Gilgamesh – prima rappresentazione: Roma, Teatro dell'Opera, 5 giugno 1992
- Messa arcaica – prima rappresentazione: Assisi, Basilica superiore di San Francesco d'Assisi, 24 ottobre 1993
- Il cavaliere dell'intelletto – prima rappresentazione: Palermo, Cattedrale, 20 settembre 1994 (non pubblicata discograficamente)
- Telesio – prima rappresentazione: Cosenza, Teatro Rendano, 6 maggio 2011

## Filmografia

### Regista

#### Lungometraggi
- Perdutoamor (2003)
- Musikanten (2005)
- Niente è come sembra (2007)

#### Documentari
- La sua figura (2007)
- Auguri don Gesualdo (2010)
- Attraversando il Bardo (2014)

#### Video musicali
- Franco Battiato – L'era del cinghiale bianco (1979)
- Franco Battiato – Up Patriots to Arms (1980)
- Franco Battiato – Bandiera bianca (1981)
- Franco Battiato – Centro di gravità permanente (1982)
- Giusto Pio – Legione straniera (1982)
- Giusto Pio – Restoration (1983)
- Franco Battiato – No Time No Space (1985)
- Franco Battiato – Via Lattea (1985)
- Giusto Pio – Auto Motion (1985)
- Franco Battiato – E ti vengo a cercare (1988)
- Franco Battiato – L'oceano di silenzio (1988)
- Franco Battiato – Veni l'autunnu / Fisiognomica / Secondo imbrunire (1988)
- Milva – Una storia inventata (1989)
- Milva – Le vittime del cuore (1989)
- Franco Battiato – Running Against the Grain (2001)
- Franco Battiato – Bist du bei mir (2001)i
- Giuni Russo – Una rosa è una rosa (2003)
- Maurizio – Cinque minuti e poi... (2003)
- Franco Battiato – Ermeneutica (2004)
- Franco Battiato – Tra sesso e castità (2004)
- Franco Battiato – Odore di polvere da sparo (2004)
- Franco Battiato – La porta dello spavento supremo (2004)
- Franco Battiato – I'm That (2004)
- Franco Battiato – Le aquile non volano a stormi (2004)
- Radiodervish – Amara terra mia (2006)
- Franco Battiato – Il vuoto (2007)
- Franco Battiato – I giorni della monotonia (2007)
- Franco Battiato – Inneres Auge (2009)
- Franco Battiato – Le nostre anime (2015)

### Attore
- Baba Yaga, regia di Corrado Farina (1973) - cameo
- Una donna tutta sbagliata - miniserie TV, regia di Mauro Severino (1988) - cameo
- Frammenti di una biografia per versi e voce, regia di Elisabetta Sgarbi (1999) - cortometraggio
- In serra (Un arabo colpito dalla fuga occidentale), regia di Elisabetta Sgarbi (1999) - cortometraggio
- Padre, regia di Giada Colagrande (2016)

#### Videoclip
- Franco Battiato – Voglio vederti danzare (1982)
- Franco Battiato – Passacaglia (2012)
- Franco Battiato – Testamento (2012), regia di Beniamino Catena

### Film su Franco Battiato
- Temporary Road. (una) Vita di Franco Battiato, regia di Giuseppe Pollicelli e Mario Tani (2013)

### Documentari e special televisivi su Franco Battiato
- Franco Battiato, di Emilio Uberti (1980)
- Dal medio Occidente al medio Oriente, di Emilio Uberti (1981)
- Franco Battiato - L'arca di Noè, di Luca Volpatti (1982)
- La Battiato Factory, di Carlo Massarini (1984)
- Franco Battiato e i Denovo, di Red Ronnie (1989)
- Le nostre anime, di Barbara Frigerio e Guido Guenci, regia di Pepsy Romanoff (Giuseppe Domingo Romano) (2015)
- 33 giri - Franco Battiato - La voce del padrone, di Ruggero Longoni (2018)
- 33 giri - Franco Battiato - L'imboscata, di Pepsy Romanoff (Giuseppe Domingo Romano) (2021)
- Techetechete' - L'essere speciale, di Salvo Guercio (2021)
- Tra cento miliardi di ricordi, di Alessio Cantarella (2021). Con i contributi inediti di Giuliano Allegri, Sabah Benziadi, Syusy Blady, Umberto Broccoli, Giovanni Caccamo, Juri Camisasca, Alessandro Cecchi Paone, Fabio Cinti, Chiara Conti, Filippo Destrieri, Tea Falco, Gianluca Magi, Giuseppe Pollicelli, Nabil Salameh, Lucia Sardo, Elvira Seminara, Arturo Stalteri, Mario Tani, Domenico Trischitta, Vincenzo Zitello, Fabio Zuffanti e altri.
- Caro Battiato, di Pif e Luca Monarca (2021)
- Franco Battiato - Il tributo, di Stefano Senardi ed Edoardo Rossi, regia di Pepsy Romanoff (Giuseppe Domingo Romano) (2022)
- Franco Battiato Special, di Paolo Piccioli (2022)
- Il coraggio di essere Franco, di Angelo Bozzolini (2022)
- Invito al viaggio. Concerto per Franco Battiato, di Pepsy Romanoff (Giuseppe Domingo Romano) (2022)
- Io chi sono?, di Michele Santospirito (2022)
- La voce del padrone, di Marco Spagnoli (2022)
- Ossi di seppia - Battiato il rivoluzionario, di Alessia Arcolaci e Josella Porto (2023)
- Io chi sono? In viaggio con Battiato, di Lino Pinna (2023)

## Televisione
- Bitte, keine Réclame (Rai Doc, 2004) - autore e conduttore

## Teatro

### Regista e attore
- Baby Sitter (1977)
- Cinema Astra (1981)
- Gli Schopenhauer (1998)

### Regista
- Socrate impazzito (1995)

## Libri
- Il silenzio e l'ascolto. Conversazioni con Panikkar, Jodorowsky, Mandel e Rocchi, a cura di Giuseppe Pollicelli, Castelvecchi, Roma, 2014 (ristampato nel 2021)
- Attraversando il bardo, in allegato al DVD del documentario, Bompiani, Milano, 2014
- Lo stato intermedio, con Gianluca Magi, Piano B, Prato 2021

## Fumetto
Il primo autore a inserire Franco Battiato all’interno di storie a fumetti è stato Massimo Cavezzali, che al musicista siciliano ha dedicato diverse tavole e vignette umoristiche uscite all’inizio degli anni Ottanta su riviste musicali come Ciao 2001, materiale poi raccolto nel volume Rock Story, edito da Glénat Italia nel 1989.
Sul numero 246 del mensile Lupo Alberto, uscito a dicembre del 2005, la canzone di Battiato E ti vengo a cercare fa da "colonna sonora" a una sequenza dell'episodio Natale senza te, scritto da Piero Lusso e disegnato da Bruno Cannucciari.
Sul numero di Linus dell’ottobre 2020, incentrato in gran parte sulla figura di Battiato, sono stati pubblicati i seguenti fumetti sul cantautore: Beta di Grazia La Padula, Battiato di Massimo Giacon, Secondo imbrunire di Sebastiano Vilella, I volti musicali di Franco Battiato di Sergio Algozzino, Gli uccelli di La Tram (Margherita Tramutoli) e Le conseguenze di un accordo di Otto Gabos (Mario Rivelli). Questi lavori, con l’aggiunta delle storie La mia essenza di Thomas Campi e La stagione dell’amore di Nicoz Balboa (Nicoletta Zanchi), sono poi stati ripresentati nel fascicolo monografico Specialinus Franco Battiato, uscito a giugno del 2021.
Sul numero di marzo 2021 del mensile Acqua & Sapone il disegnatore Andy Ventura ha dedicato a Battiato una tavola a colori in dodici vignette intitolata Ode a Franco Battiato.
Su La Lettura n. 546 del 15 maggio 2022 è apparsa la storia di due tavole a colori Le stagioni di Franco Battiato, scritta da Giuseppe Pollicelli e disegnata da Grazia La Padula.
Fra i numerosi fumettisti e vignettisti che hanno realizzato ritratti e caricature di Battiato si possono citare Milo Manara, Franco Bruna, Marcello Toninelli, Massimo Giacon, Giuseppe Pollicelli, Marco Corona, Mario Natangelo, Sergio Vanello, Anna Cercignano, Ernesto Anderle, Antonio Cabras, Camilla Patella, Leonardo Cannistrà, Marzio Mariani, Max Ramezzana, Maurizio Di Bona e Paolo Masiero.

## Dipinti (lista parziale)
La lista che segue presenta solo alcuni dei circa ottanta dipinti realizzati dal cantautore ("attribuiti a Süphan Barzani"). I titoli delle opere sono stati elencati in ordine alfabetico.
- Androgino (JPG). URL consultato il 12 luglio 2019 (archiviato dall'url originale il 13 maggio 2012)., olio su tavola, 40 × 30 cm, 1990-2000
- Autoritratto di spalle (JPG). URL consultato il 12 luglio 2019 (archiviato dall'url originale il 13 maggio 2012)., trittico, olio su tela, 198 X 72 cm (ciascun pannello), 2000-2010
- Cancello (JPG). URL consultato il 12 luglio 2019 (archiviato dall'url originale il 13 maggio 2012)., olio su tavola, 46 × 39 cm, 2000-2010, dipinto ripreso nella copertina di Ferro battuto
- Condor (JPG). URL consultato il 12 luglio 2019 (archiviato dall'url originale il 13 maggio 2012)., olio su tavola, 22 × 27 cm, 2000-2010
- Dervisci (JPG). URL consultato il 12 luglio 2019 (archiviato dall'url originale il 13 maggio 2012).,[163] olio su tela, 32 × 38 cm, 2000-2010
- Donna con rosa (JPG). URL consultato il 12 luglio 2019 (archiviato dall'url originale il 13 maggio 2012)., olio su tavola, 40 × 30 cm, 1990-2000, dipinto ripreso nella copertina di Fleurs
- Emma Pischetola (JPG). URL consultato il 12 luglio 2019 (archiviato dall'url originale il 13 maggio 2012)., olio su tela, 47 × 47 cm, 2000-2010
- Fleur Jaeggy (JPG). URL consultato il 12 luglio 2019 (archiviato dall'url originale il 13 maggio 2012)., olio su tela, 40 × 30 cm, 2000-2010
- Gilgamesh (JPG). URL consultato il 12 luglio 2019 (archiviato dall'url originale il 13 maggio 2012)., olio su tela, 40 × 60 cm, 1990-2000, dipinto ripreso nella copertina di Gilgamesh
- Manlio Sgalambro (JPG). URL consultato il 12 luglio 2019 (archiviato dall'url originale il 13 maggio 2012)., olio su tela, 40 × 30 cm, 2000-2010
- Maria Bergamasco Gifuni (JPG). URL consultato il 12 luglio 2019 (archiviato dall'url originale il 13 maggio 2012)., olio su tela, 39 × 37 cm, 2000-2010
- Medioriente (JPG). URL consultato il 12 luglio 2019 (archiviato dall'url originale il 13 maggio 2012)., olio su tela, 80 × 60 cm, 1990-2000
- Moschea (JPG). URL consultato il 12 luglio 2019 (archiviato dall'url originale il 13 maggio 2012)., olio su tavola, 70 × 60 cm, 1990-2000
- Pappagallo (JPG). URL consultato il 12 luglio 2019 (archiviato dall'url originale il 13 maggio 2012)., olio su tavola, 30 × 20 cm, 1990-2000
- Rudy Zerbi (JPG). URL consultato il 12 luglio 2019 (archiviato dall'url originale il 13 maggio 2012)., olio su tela, 30 × 40 cm, 2000-2010
- Teiera con becco lungo (JPG). URL consultato il 12 luglio 2019 (archiviato dall'url originale il 13 maggio 2012)., olio su tavola, 35 × 50 cm, 2000-2010
- Tigre (JPG). URL consultato il 12 luglio 2019 (archiviato dall'url originale il 13 maggio 2012)., olio su tela, 30 × 40 cm, 2000-2010
- Il Velo, olio su tela 22 x 29 cm - (1992) firmato con pseudonimo S. Barzani, con dedica " a Bruno" (Bruno Tibaldi)

## Onorificenze e riconoscimenti

### Riconoscimenti
- 1972 - Premio Billboard Europa come migliore opera prima, per l'album Fetus.
- 1978 - Premio di Composizione Internazionale Stockausen, per il brano L'Egitto prima delle sabbie.
- 1981 - Vince il Festival di Sanremo, come autore del brano Per Elisa.
- 1982 - Vince il Disco Verde al Festivalbar, come autore del brano Un'estate al mare.
- 1984 - Gran Premio Internazionale dello Spettacolo per la partecipazione all'Eurovision Song Contest 1984.
- 1986 - Premio del XXIV Casali dal comune di Bronte.
- 1988 - Premio Idria per la musica dal comune di Mascali.
- 1992 - Targa Tenco per il brano Povera Patria, giudicata miglior canzone dell'anno.
- 1996 - Il comune di Gangi gli conferisce la cittadinanza onoraria.
- 1997 - Premio italiano della musica come canzone italiana dell'anno, per il brano La cura.
- 1999 - Targa Tenco per l'album Gommalacca, giudicato miglior disco dell'anno.
- 1999 - Premio Mandolino Genovese - Città di Varazze- Festival Internazionale Mandolino
- 2000 - Targa Tenco come miglior interprete per l'album Fleurs.
- 2000 - Premio Ambiente 2000 dal comune di Pantelleria.
- 2000 - Vince il Giglio d'Oro al Premio Galileo 2000, per l'album Campi magnetici.
- 2000 - Premio Librex Montale, sezione "Poetry for Music".
- 2001 - Premio Giara d'Argento come "Grande Siciliano" dal comune di Giarre.
- 2003 - Premio Volare per il miglior arrangiamento al Festival di Sanremo, come arrangiatore del brano Morirò d'amore.
- 2003 - Gli viene dedicato l'asteroide 18556 Battiato.
- 2004 - Nastro d'argento come miglior regista esordiente, per il film Perdutoamor.
- 2005 - Riconoscimento speciale per la "Sperimentazione del rapporto tra immagini e musica nel cinema" al Premio Videoclip Italiano, per il film Musikanten.
- 2007 - Premio Unimarche "Università delle Armonie" durante il Musicultura.
- 2007 - Premio per la miglior regia al Sicilian Film Festival, per il film Musikanten.
- 2007 - "Angelo alla carriera" al Terni Film Festival.
- 2007 - Premio Ciampi alla carriera.
- 2008 - Il comune di Vittoria gli conferisce la cittadinanza onoraria.
- 2008 - Premio Ara di Giove dal comune di Pedara.
- 2008 - Premio Testimone del Tempo dal comune di Acqui Terme.
- 2009 - Premio Tenco alla carriera.
- 2010 - Premio CD Platino ai Wind Music Awards, per l'album Inneres Auge.
- 2012 - Premio Truffaut della XLII edizione del Giffoni Film Festival.
- 2012 - Vincitore della XX edizione del Premio Tributo ad Augusto.
- 2012 - Premio Anna Luce alla carriera dal comune di Avezzano.
- 2013 - Premio CD Oro ai Wind Music Awards, per l'album Apriti sesamo.
- 2014 - Premio Internazionale ArteSpirito della Repubblica di San Marino, per la categoria "Musica e Spiritualità".
- 2014 - Premio al dialogo Tre Volte Dio.
- 2017 - Premio Etna dal comune di Linguaglossa.